# Дональд Трамп

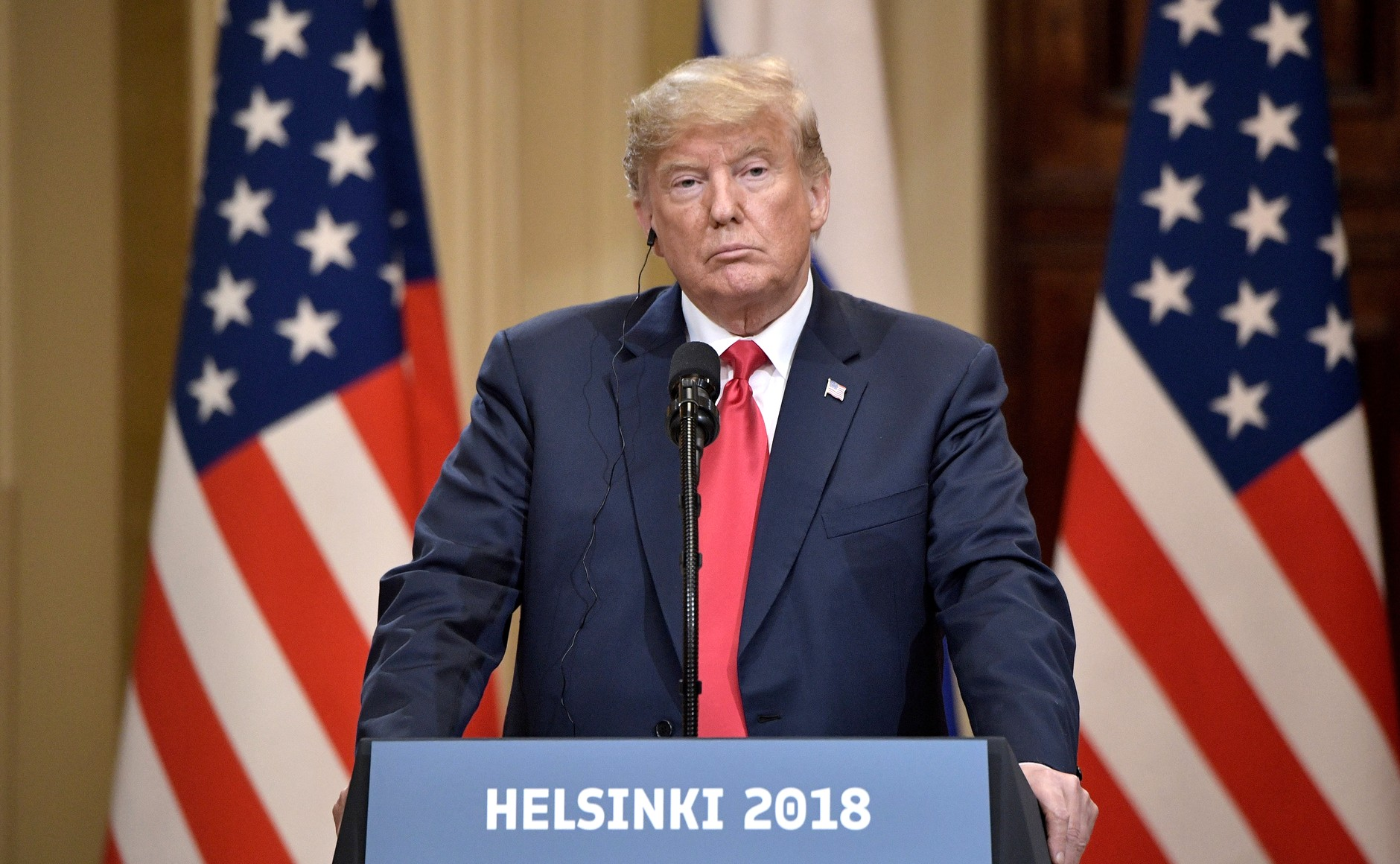
Дональд Трамп в 2018 році

До́нальд Джон Трамп (англ. Donald John Trump; нар. 14 червня 1946, Нью-Йорк, США) — американський політик та державний діяч, підприємець, колишній телевізійник, 45-й з 20 січня 2017 до 20 січня 2021 року та 47-й президент США з 20 січня 2025 року від Республіканської партії.
Трамп народився та виріс у Квінсі, штат Нью-Йорк, два роки навчався у Фордгемському університеті та здобув ступінь бакалавра економіки в Школі Вортона Пенсильванського університету. 1971 року став президентом заснованого його батьком бізнесу з нерухомості. Трамп та його бізнес брали участь у понад 4000 державних та федеральних судових процесах, включно з шістьма банкрутствами. Був тричі одружений, має п'ятьох дітей.
Дональд Трамп виграв президентські вибори 2016 року як представник Республіканської партії, здобувши перемогу над кандидаткою від Демократичної партії Гілларі Клінтон, та став 45-м президентом США, а також найстаршим в історії президентом на час вступу на посаду.
Трамп був кандидатом від Республіканської партії на президентських виборах 2020 року, але програв вибори кандидату від Демократичної партії — Джо Байдену, відмовився визнати свою поразку. 6 січня 2021 року, у день офіційної сертифікації результатів виборів Конгресом, Трамп закликав своїх прихильників організувати марш на Капітолій; того ж дня група прибічників Трампа організувала насильницький штурм Капітолія, внаслідок якого загинуло п'ять людей. За його роль у «розпалюванні заколоту» (англ. incitement of insurrection) 13 січня Палата представників ухвалила рішення про імпічмент — таким чином, Трамп став першим в історії США президентом, якому оголосили імпічмент двічі. 15 листопада 2022 року оголосив про свою кандидатуру на президентських виборах 2024 року.

## Раннє життя
Дональд Джон Трамп народився 13 червня 1946 в Ямайській лікарні, бюро Квінз, Нью-Йорк. Має двох братів і двох сестер — Фред-молодший (1938—1981), Роберт (1948—2020), Меріенн (1937—2023) та Елізабет (нар. 1942). Його батько Фред Трамп, разом зі своєю матір'ю Елізабет, заснував компанію E. Trump & Son. Трампи були німецькими переселенцями, які емігрували до США 1885 року. Його мати, Мері Енн Маклауд (у шлюбі Трамп), іммігрантка зі Шотландії. Вона спочатку працювала покоївкою в Нью-Йорку та жила в сестри, пізніше познайомилася зі Фредом й 1936 року вони одружилися. Під час візиту до Шотландії в червні 2008 року Дональд Трамп сказав: «Мені здається, я почуваюся шотландцем».

### Дитячі та юнацькі роки

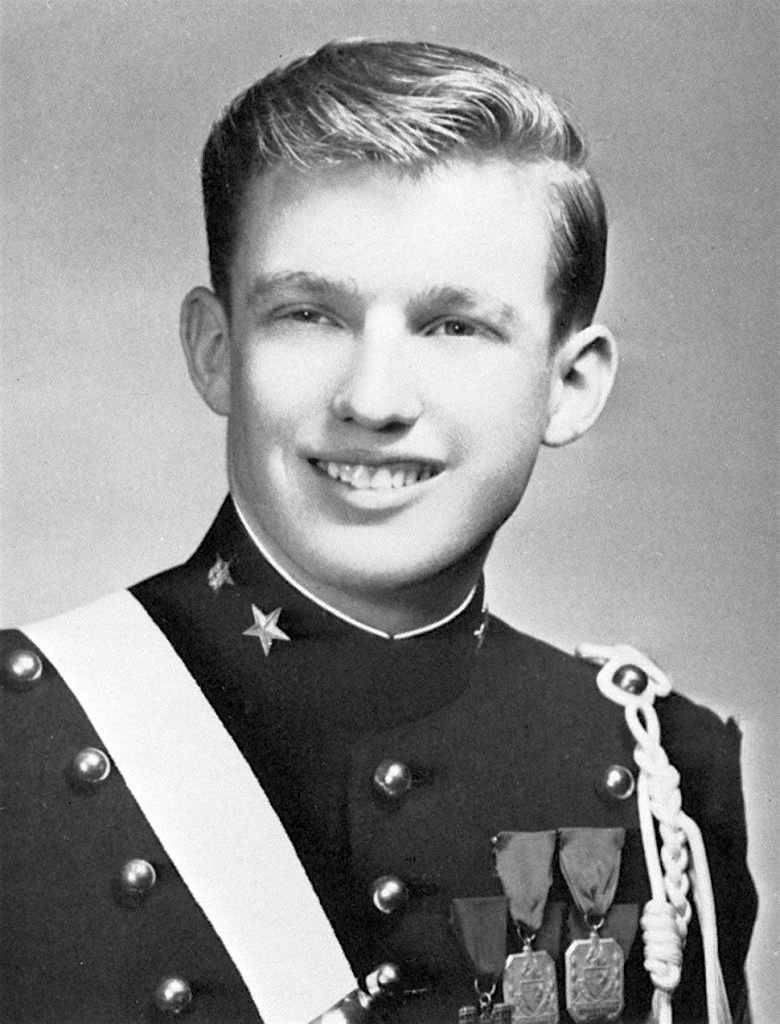
Трамп 1964-го

Фред Трамп щороку виплачував кожному зі своїх дітей близько 20 000 доларів США (еквівалент 265 000 доларів у 2024 році). До восьми років Дональд уже був мільйонером з урахуванням інфляції.
Трамп навчався в школі К'ю-Форест у Форест-Гілс, Квінз, у 13 років натрапив на труднощі. Батьки відправили його до Нью-Йоркської військової академії в надії спрямувати його енергію й самовпевненість у позитивне русло. Трамп навчався в академії в північній частині штату Нью-Йорк, він отримував нагороди академії, грав у командах із футболу 1962 й 1963 року, а також у бейсбольній команді в 1962—1964 роках (був капітаном команди 1964 року). Тренер із бейсболу Тед Добіас, відомий завдяки своїй безкорисливій роботі з дітьми, нагородив його премією «Тренер» 1964 року. Підвищений у званні до курсантного капітана S4 (курсантний батальйонний старшина) у свій четвертий рік навчання Трамп і курсантний перший сержант Джефф Дональдсон (1965) (курсант військового училища у Вест-Пойнті, 1969) організували колективну компанію курсантів, навчивши їх передової стройової підготовки зімкненим строєм, і 1964 року провели марш П'ятою авеню в День перемир'я.
У своїй книзі «Мистецтво укладати угоди» Трамп розповідає про студентську кар'єру:
|  | По закінченні Нью-Йоркської військової академії 1964 року я думав про вступ до кіношколи... але врешті вирішив, що нерухомість — це прибутковіший бізнес. Я почав навчатися у Фордемському університеті (...), але після двох років вирішив, що навчання в коледжі для мене — те саме, як ніби я й не вчився зовсім. Тому я подав заяву у Вортонську школу бізнесу Пенсильванського університету і вступив (...). Я так радів, коли її закінчив. Я одразу ж поїхав додому й почав працювати в батька. |

На третьому курсі Дональд Трамп перевівся до Вортонської школи бізнесу при Пенсільванському університеті, найчастіше проводячи вихідні в офісі свого батька, і у травні 1968 року закінчив навчання, отримавши ступінь бакалавра наук з економіки та спеціалізацією в галузі фінансів. У коледжі він не був найкращим студентом, як інколи стверджував пізніше. На момент вступу до Вортону — де його ім’я не значилося у списку тих, хто отримав відзнаки — він уже замислювався про кар’єру в нерухомості. Його звільнили від призову під час війни у В’єтнамі через заяву про кісткові шпори на п’ятах. Попри п’ять років у військовій школі, він не мав жодного бажання йти на війну.
У дитинстві він вважав своїми наставниками батька та сімейного пастора Нормана Вінсента Піла, який неодноразово повторював йому, що він «король» і має бути «хижаком». Піл проповідував самовпевненість як рушійну силу добробуту.

## Кар'єра підприємця

#### Ранній успіх (1968—1989)
Трамп почав свою кар'єру в батьковій компанії і спочатку зосередився на царині діяльності, яка була пріоритетною для його батька, — оренді будинків для людей, які належать до середнього класу, у Брукліні, Квінсі та Стейтен-Айленді. Одним із перших Дональдових проєктів (він іще вчився в коледжі) була модернізація заставленого без права викупу 1200-квартирного комплексу в Цинциннаті, штат Огайо, «Свіфтон-Віллидж». Там не зданими в оренду числилися 66 % квартир, тоді як Трамп за допомогою свого проєкту мав на меті реалізувати 100 % протягом року. Коли Trump Organization продала «Свіфтон-Віллидж» за $12 млн, компанія отримала $6 млн чистого прибутку.

### Бізнес
1971 року став президентом заснованого його батьком бізнесу з нерухомості, перейменував його на «Організацію Трампа» (англ. The Trump Organization) і розширив діяльність на будівництво та ремонт хмарочосів, готелів, казино та полів для гольфу. Трамп та його бізнес брали участь у понад 4000 державних та федеральних судових процесах, включно з шістьма банкрутствами. 1971 року Трамп переїхав на Мангеттен. Тут він побачив економічні можливості міста, особливо в плані великих будівельних проєктів на Мангеттені, які передбачали отримання високого прибутку завдяки архітектурному проєктуванню. Такі проєкти видавалися дуже престижними й сприяли суспільному визнанню. Спочатку Трамп став домагатися права забудови старих пенсильванських центральних станцій у Вест-Сайді, згодом із залученням 40-річної податкової знижки — з фінансового погляду перевищеної урядом Нью-Йорка, який вирішив дати податкову пільгу в обмін на інвестиції під час фінансової кризи в готель «Комодор», який став банкрутом, щоб зробити з нього новий готель «Ґранд-Гаятт».
Трамп також був пов'язаний із будівництвом Конференц-центру Джейкоба Джевітса, оскільки був власником землі, на якій того будували. Будівництво Конференц-центру Джейкоба Джевітса призвело до розбіжностей між Трампом та урядом Нью-Йорка: Трамп оцінював цей проєкт в $110 млн, у той час як підрахунки міста виводили цифру від $750 млн до $1 млрд. Трамп запропонував контролювати вартість проєкту в межах тієї суми, яка вийшла в нього, але цю пропозицію не було ухвалено.
Схожа ситуація виникла при спробі міста оновити ковзанку Воллмен-Ринк у Центральному парку. Проєкт, розрахований на 2,5 роки будівельних робіт, розпочато 1980 року. Проте, витративши на нього $12 млн, місто так і не завершило його навіть до 1986 року. Трамп запропонував безкоштовно взяти об'єкт на свій баланс з метою продовжити роботу за свої гроші, але йому відмовили, що стало темою для місцевих ЗМІ. Тож урешті Трамп таки отримав дозвіл на будівництво, яке закінчив за шість місяців, заощадивши при цьому $750 тисяч із закладених у бюджеті $3 млн.

#### Фінансові труднощі (1989—1997)
Трамп брався за дедалі амбіційніші проєкти, але з 1989 року через фінансову кризу не мав змоги вчасно погашати взяті позики. У будівництво свого третього казино «Трамп-Тадж-Махал» він вклав $1 млрд — переважно високовідсотковими «неперспективними облігаціями». Таке рішення дало йому перевагу над конкурентами, які використовували більшу частину власних грошей для фінансування своїх проєктів. Попри те, що Трамп зміцнив позиції свого бізнесу додатковими позиками й відтермінованими платежами відсотків, борги, що далі зростали до 1991 року, стали причиною не тільки банкрутства, пов'язаного з бізнесом, але й поставили його на межу особистого банкрутства. Банки й власники облігацій утратили сотні мільйонів доларів, але все ж вирішили реструктурувати Трампів борг, щоб уникнути ще більшої витрати грошей у суді. Казино «Трамп-Тадж-Махал» було звільнено від стану банкрутства 5 жовтня 1991 року, коли Трамп передав 50 % своєї частки початковим власникам облігацій в обмін на знижену відсоткову ставку боргу та збільшення часу для виплат.
2 листопада 1992 року керівництво готелю «Трамп-Плаза, Атлантік-Сіті» змусило Трампа подати план захисту «підготовленого банкрутства» згідно з розділом 11 Кодексу про банкрутство США після того, як він не зміг виплачувати борг. За планом, Трамп погодився поступитися 49 % своєї частки в п'ятизірковому готелі «Сітібанк» і п'яти іншим кредиторам. У свою чергу, Трамп отримав вигідніші умови для виплат за позиками, узятих у кредиторів, на більш ніж $550 млн і зберіг свою посаду виконавчого директора, попри те, що нічого не виплачував й не брав участі в роботі готелю.
До 1994 року Трамп погасив велику частину свого особистого боргу в $900 млн і значно зменшив боргові зобов'язання в бізнесі — близько $3,5 млрд. Хоча він був змушений відмовитися від авіакомпанії Trump Shuttle (яку купив 1989 року), проте йому вдалося зберегти Трамп-тауер у Нью-Йорку й залишитися керівником трьох казино в Атлантік-Сіті. Банк «Чейз Мангеттен», що надав Трампові кредит на купівлю будмайданчиків Вестсайда (його найбільшої частки на Мангеттені), був змушений продати цю частину азійським забудовникам.
1995 року Трампа було обрано до «Gaming Hall of Fame».
Того самого 1995 року Трамп об'єднав свої казино у відкриту акціонерну компанію Trump Hotels & Casino Resorts. 1996 року ціни акцій компанії на Волл-стріт перевищили $35, проте вже 1998 року впали нижче $10, оскільки компанія залишалася нерентабельною, і їй заледве вдавалося оплачувати відсотки за боргом у майже $3 млрд. При такому важкому фінансовому становищі у Трампа не було можливості перебудовувати об'єкти, які входили в його групу, аби ті не відставали від своїх «глянцевих» суперників.
Кінець кінцем, 21 жовтня 2004 року компанія Trump Hotels & Casino Resorts повідомила про реструктуризацію боргу. План зобов'язував Трампа зменшити свою частку з 56 % до 27 % й віддати облігаціонерам акції в обмін на відмову від частини боргу. Відтоді Trump Hotels змушена була шукати захист від добровільного банкрутства, щоб залишитися на плаву. Після того, як компанія звернулася до розділу 11 Кодексу про банкрутство США в листопаді 2004 року, Трамп відмовився від посади генерального директора, але залишився головою ради директорів. У травні 2005 року компанія знову почала працювати, але вже під назвою Trump Entertainment Resorts Holdings.

#### Відродження бізнесу (1997—2007)
З 1996 по 2015 рік володів брендом конкурсів краси Міс Всесвіт. З 2003 по 2015 рік продюсував і вів телевізійний реаліті-серіал «Учень» (англ. The Apprentice). Бізнес-імідж та роль у реаліті-серіалі «The Apprentice» зробили Трампа однією з найвідоміших особистостей США. Він також заснував свою власну розважальну програму «Кандидат», де сам брав участь як ведучий.
З кінця 1990-х років Трамп працював над кількома проєктами, етапи розвитку яких були різні.
Будівництво хмарочоса «Міжнародний готель і вежа Трампа — набережна Вайкікі-Біч» здавалося перспективним. За словами Трампа, покупці робили внески, які не підлягають рефінансуванню, щоб одразу ж купити площу, щойно це стане можливим. Спорудження будинку «Міжнародний готель і вежа Трампа — Чикаго» тривало за планом, попри те, що 30 % площі не було продано. З невеликим відставанням будували «Міжнародний готель і вежа Трампа — Торонто». Менш удалим виявилося будівництво «Трамп-тауер — Тампа»: занадто великий попит викликав суперечки про перегляд цін на площі в бік підвищення. За три роки після початку цього будівництва його припинили, унаслідок чого покупці подали позови. У Форт-Лодердейлі, штат Флорида, один проєкт будівництва змусив чекати схвалення іншого — будівництва будівлі «Міжнародний готель і вежа Трампа — Форт-Лодердейл». «Трамп-тауерс — Атланта» — ринок житла, який має другу позицію в Національному реєстрі непроданих будинків.
На президентських виборах 2000 року Трамп узяв участь у праймеріз від партії Реформ.

#### Фінансова криза 2008 року
Фінансова криза 2008 року застала Трампа в той час, коли продажі в будівлі Міжнародний готель і вежа Трампа — Чикаго зупинилися, тож він не зміг погасити позику в $40 млн банку Deutsche Bank у грудні. Трамп подав позовну заяву до суду про свою постраждалу репутацію, де вказав, що криза — це форс-мажор, про що згадується у відповідному пункті підписаного ним договору. Представники «Deutsche Bank», своєю чергою, заявили на суді, що «Трамп знає про прострочений борг» і що раніше він двічі оголошував про банкрутство своїх казино.
17 лютого 2009 року керівництво компанії «Trump Entertainment Resorts» подало позов відповідно до глави 11 Кодексу США про банкрутство, а Дональд Трамп зробив заяву про те, що виходить із Ради директорів.

#### Ліцензування імені
Та попри певні труднощі, Трампів бізнес у галузі нерухомості загалом був надзвичайно успішним, так що Трамп навіть ліцензував власне ім'я, під яким утілювалися будівельні проєкти. Багато забудовників платять Дональду Трампу за те, щоб він продавав їхню нерухомість і був «обличчям» їхніх проєктів. З цієї причини багато будівель з іменем Трампа не є його власністю. За даними журналу «Forbes», ця частина імперії Трампа, якою насправді керують його діти, є найціннішою — не менше $562 млн. За інформацією «Forbes», існують 33 ліцензійні проєкти в стадії будівництва, зокрема сім «готелів-кондомініумів» (наприклад, «The seven Trump International Hotel and Tower developments»). Проте після антимусульманських заяв Трампа в ході передвиборчої президентської кампанії турецький власник «Trump Towers Istanbul», який платив Трампові за використання його імені, вирішив удатися до юридичних кроків з метою розірвання угоди з Трампом.

#### Криптовалютний токен
18 січня 2025 року стало відомо, що новообраний президент США Дональд Трамп оголосив про випуск власного мемкойна — токена $TRUMP. З самого початку було емітовано мільярд монет, з яких станом на 20 січня 2025 року були розпродані 200 млн. За наступні три роки планується розпродати решту. Токен був запущений на блокчейні Solana. На старті одна монета коштувала 18 центів. На 20 січня іх ціна перевищила 60 доларів.

### Статки
2015 року журнал «Forbes» оцінював статки Трампа в $4,1 млрд доларів США, хоча сам Трамп називав значно більші цифри, пояснюючи розбіжність у складності визначити справжню ціну об'єктів нерухомості.

### Особиста нерухомість

#### Об'єкти нерухомості (закінчені й такі, що будуються)
- «Трамп-ворлд-тауер»: ООН-плаза, 845, Нью-Йорк. Вартість — $300 млн.
- «Трамп-тауер»: П'ята авеню, 725, Нью-Йорк, 10022. Трампові належать площі під роздрібну торгівлю та офіси в нижній половині будівлі. Вартість — $288 млн.
  - Особиста резиденція — «Трамп-тауер»: три верхні поверхи загальною площею приблизно 3000 м2, оброблені бронзою, золотом і мармуром. Вартість — не менше $50 млн. Це одні з найдорожчих квартир у Нью-Йорку.
- «Ей-екс-ей-центр» (AXA Center): авеню Америк, 1290, Нью-Йорк.
- «Каліфорнія-стріт, 555» (раніше — Центр Банку Америки) Сан-Франциско: Трамп був змушений продати свою частку залізничних станцій у Вестсайді азійській групі, яка потім продала більшу частину площ за $1,76 млрд. Решту грошей вони вклали шляхом вільного від податку обміну у дві офісні будівлі: авеню Америк, 1290 на Мангеттені та Каліфорнія-стріт, 555 у Сан-Франциско. (Потім група продала свою частку Vornado Realty Trust.) Тож тепер Трамп володіє 30 % вартості цих будівель. Згідно з останніми цінами на нерухомість, частку Трампа оцінено в $540 млн.
- «Трамп-білдинг», Волл-стріт, 40: 1996 року Трамп купив і оновив будівлю, вартість витрат становила близько $35 млн. Він стверджує, що вона коштує $400 млн, проте податкові інспектори Нью-Йорка оцінюють її лише в $90 млн. Трамп отримав позику під заставу цієї будівлі в сумі $145 млн на інші інвестиційні проєкти. «Forbes» оцінює цю нерухомість в $260 млн.
- Trump Entertainment Resorts: цій компанії належать казино з іменем Трампа. Після тривалого періоду фінансових проблем 2004 року компанія отримала захист від кредиторів при банкрутстві. Трамп погодився вкласти $55 млн готівкою в нову компанію і заплатити $16,4 млн боржникам компанії. Як відшкодування він придбав частку в новій компанії — 29,16 %. У жовтні 2006 року вартість цієї частки становила близько $171 млн. Нижче наведено список казино з ім'ям Трампа:
  - «Трамп-Тадж-Махал» (Офіційний сайт)
  - «Трамп-Плаза, Атлантік-Сіті» (Офіційний сайт [Архівовано 3 листопада 2015 у Wayback Machine.])
  - «Трамп-Марина» (Офіційний сайт [Архівовано 13 вересня 2016 у Wayback Machine.])
- «Трамп-Плейс» («Південний Ріверсайд»): коли закінчиться будівництво, Південний Ріверсайд буде найбільшою приватною забудовою в історії Нью-Йорка. Попри те, що будівництво вела компанія «Trump Organization», фінансування здійснювали інвестори з Гонконгу, а власником є компанія Hudson Waterfront Company. Коли у Трампа були фінансові проблеми в середині 1990-х років, він був змушений продати ці площі (колишні залізничні станції Вестсайда). Нові власники не позбавили Трампа від боргів і, крім того, вирішили використовувати його ім'я з метою збільшення вартості нерухомості. Трампу платили щорічно по $2 млн за те, що він здійснював контроль над проєктом і запропонували йому приблизно 30 % чистого прибутку після завершення цього десятирічного проєкту. Інвестори продали незавершений проєкт 2005 року за $1,8 млрд і запропонували Трампу $500 млн. Трамп стверджував, що нерухомість повинні були продати не менш ніж за $3 млрд, тому 2006 року подав позов на власників: мовляв, вони продали нерухомість без його згоди і він втратив на цьому $1 млрд. «Forbes» оцінює його частку у власності в $170 млн.
- «Міжнародний готель і вежа Трампа — Чикаго» (Офіційний сайт): весь проєкт оцінюється в $1,2 млрд ($112 млн — частка Трампа).

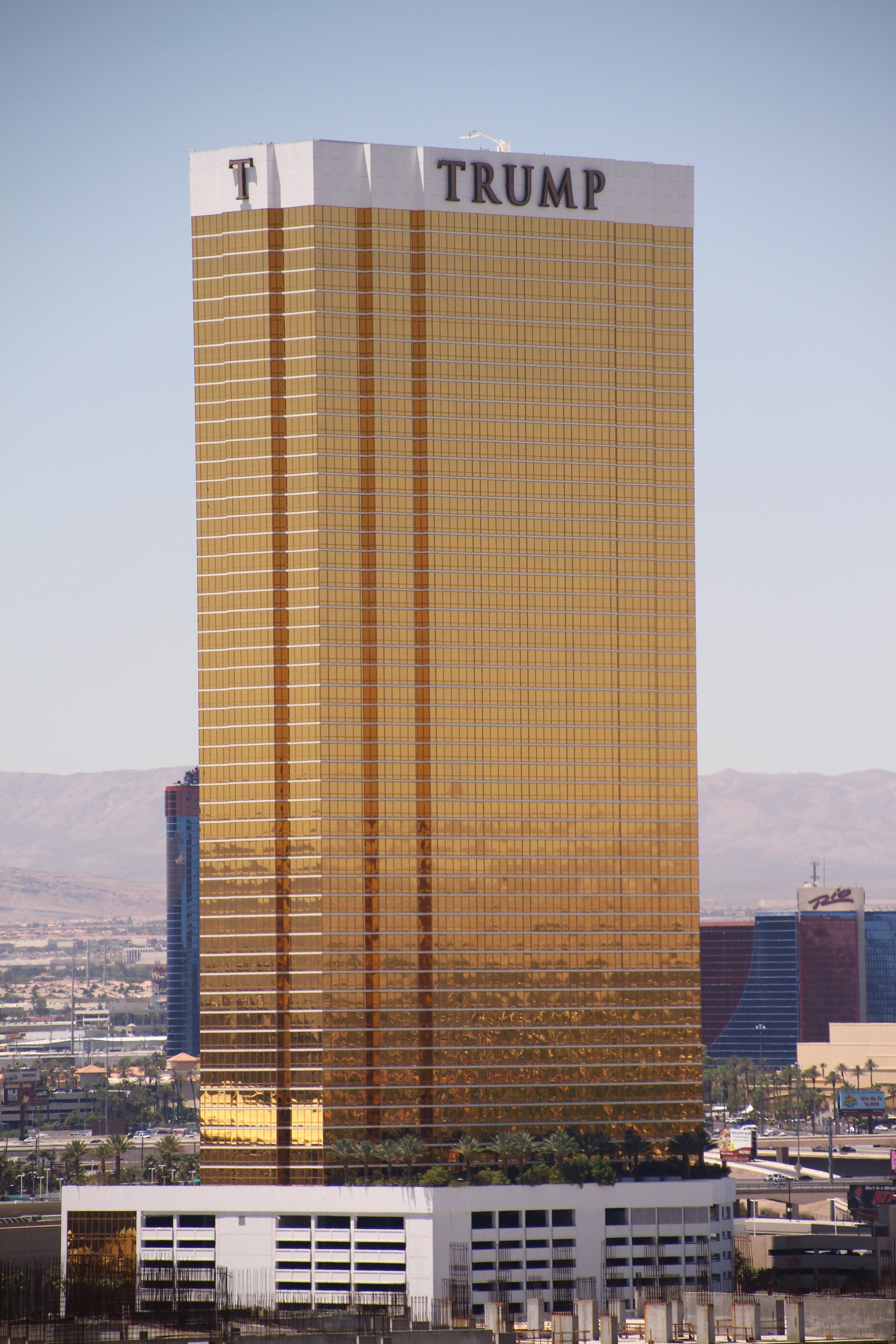
Трампів міжнародний готель «Лас-Вегас»

- Міжнародний готель Трампа «Лас-Вегас» (Офіційний сайт): це спільне будівництво. Партнером є учасник «Форбс-400» Філліп Раффін. Частка Трампа оцінюється в $162 млн.

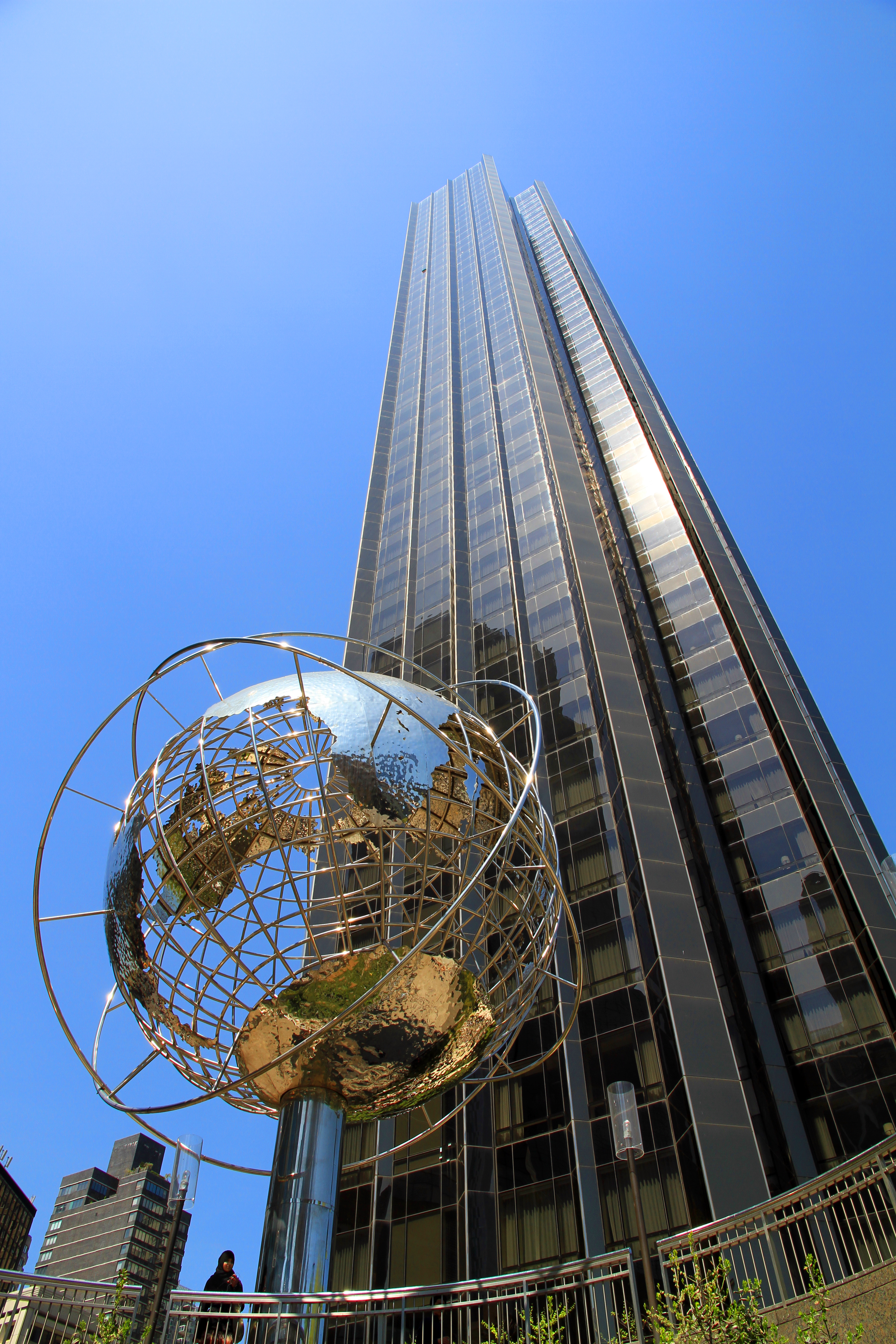
Міжнародний готель і вежа Трампа — Нью-Йорк

- «Міжнародний готель і вежа Трампа — Нью-Йорк» (Офіційний сайт): Трамп надав своє ім'я та експертну оцінку власнику будівлі («Дженерал Електрик») під час реконструкції будівлі в 1994 році за $40 млн ($25 млн — за керування проєктом і $15 млн — як заохочення від продажу кондомініуму). Міжнародний готель і вежа Трампа — Нью-Йорк «Forbes» оцінює частку Трампа в $12 млн.
- «Трамп-Парк-авеню»: перехрестя Парк-авеню і 59-ї вулиці. Вартість — $142 млн.
- Майданчики для гольфу (вартість — $127 млн):
  - Наразі Трампу належать шість майданчиків для гольфу в США: «Національний гольф-клуб Трампа — Бедмінстер» в Бедмінстері, штат Нью-Джерсі, «Національний гольф-клуб Трампа — Колтс-Нек», Колтс-Нек, штат Нью-Джерсі, «Національний гольф-клуб Трампа — Лос-Анджелес», Лос-Анджелес, штат Каліфорнія, «Міжнародний гольф-клуб Трампа — Вест-Палм-Біч», Вест-Палм-Біч, штат Флорида, «Національний гольф-клуб Трампа, Вашингтон» у Вашингтоні та «Національний гольф-клуб Трампа — Вестчестер» Вестчестері (штат Нью-Йорк).
  - 2006 року Дональд Трамп купив ділянку землі площею 5,7 км2 на північ від Абердіна в Меньє, Шотландія — Trump International Golf Links — Шотландія — з метою перетворити його в гольф-курорт вартістю £1 млрд та найкращий у світі майданчик для гольфу. План забудови включає два майданчики, п'ятизірковий готель, будинки відпочинку і Академію гольфу. Трамп хотів зробити майданчик, на якому проходив би Відкритий чемпіонат Великої Британії з гольфу. Тут він зіткнувся з негативно налаштованими місцевими жителями та групами захисників довкілля, що домагаються збереження дюн, вік яких сягає 4 тисяч років і які оголошені місцем особливого наукового інтересу. Плану будівництва не ухвалив місцевий підкомітет Комітету планування, наразі його узгоджують у шотландському парламенті.
  - Трамп також будує Міжнародний гольф-клуб Трампа в «Raffles Resort» на Карибськім острові Кануан, архіпелаг Гренадини. Будівництво включає «Trump Club Privee» — казино, присвячене місту Монте-Карло.
  - Трамп також будує житлові будинки неподалік від гольф-клубів. Наприклад: «The Estates at Trump National» в Лос-Анджелесі, штат Каліфорнія, «Trump Island Villas» на Острові Кануан, Гренадини та «Residences at Trump National» в окрузі Уестчестер (штат Нью-Йорк).
- Магазин Nike: магазин Niketown розташований у будівлі «Трамп-тауер». Вартість — $120 млн.
- Маєток «Палм-Біч»: 4000 м2 на береговій лінії в Палм-Бічі. 2004 року Трамп купив цей маєток за $40 млн на аукціоні банкрутів. Реконструкція маєтку здійснювалася під керівництвом переможниці третього сезону реаліті-шоу «Кандидат» Кендри Тодд. У червні 2008 року Трамп продав маєток за $100 млн — цей будинок став найдорожчим у США. (Попередній рекорд — проданий 2004 року за $70 млн маєток «Палм-Біч» Рональда Перельмана.) «Forbes» оцінює частку Трампа в $43 млн.
- Клуб «Мар-а-Лаго» (Офіційний сайт), Палм-Біч, штат Флорида: велика частина маєтку була переобладнана під приватний клуб. За словами Трампа, йому пропонували продати його за $200 млн. Проте журнал «Forbes», при визначенні вартості нерухомості, не враховує великі резиденції для відпочинку Трампа («Мар-а-Лаго» або займану ним площу 0,86 км2 біля Бедфорда, штат Нью-Йорк, в окрузі Вестчестер, штат Нью-Йорк).

#### Ліцензована нерухомість
- Мангеттен:
  - «Трамп-Палас»: 69-я Східна вулиця, 200, Нью-Йорк.
  - «Трамп-Парк» та «Трамп-Парк-Іст»: два будинки, що розташовані поряд, у Південному Центральному парку на південно-західному розі Шостої авеню. «Трамп-Парк-Іст» — це 14-поверхові апартаменти і «Трамп-Парк» (колишній готель «Барбізон-Плаза») — 38-поверховий кондомініум.
  - «Трамп-Плаза, Нью-Йорк»: 61-ша Східна вулиця, 167, Нью-Йорк (39-поверховий кондомініум у Верхньому Іст-Сайді).
  - «Парк-авеню, 610» (колишній готель «Мейфер»): Трамп допомагає компанії Colony Capital з оновленням і будівництвом.
  - Готель-кондомініум «Трамп-Сохо Нью-Йорк» (Офіційний сайт): пайове будівництво разом із Bayrock Group 42-поверхової будівлі в Сохо.
- Передмістя Нью-Йорка:
  - «Трамп-Плаза»: Джерсі-Сіті, штат Нью-Джерсі. Проєкт включає дві найвищі житлові вежі в Нью-Джерсі вартістю $450 млн. 55-поверхова вежа матиме 445 кондомініумів, а 50-поверхова вежа — 417[49].
  - «Трамп-Плаза, Нью-Рошелл»: 39-поверховий розкішний будинок і готель із площами, призначеними для роздрібного продажу товарів, що його нині реконструює в окрузі Вестчестер, штат Нью-Йорк, забудовник Луїс Р. Каппеллі.
  - «Трамп-тауер у Сіті-центрі, Вестчестер»: 35-поверховий будинок з апартаментами-кондомініумами, побудований в окрузі Вестчестер (штат Нью-Йорк) забудовником Луїсом Р. Каппелли.
  - «Трамп-Парк — Стемфорд»: будівництво Стемфорді (штат Коннектикут), що спільно ведуть компанія F. D. Rich Company і Луїс Р. Каппелли.
- Флорида:

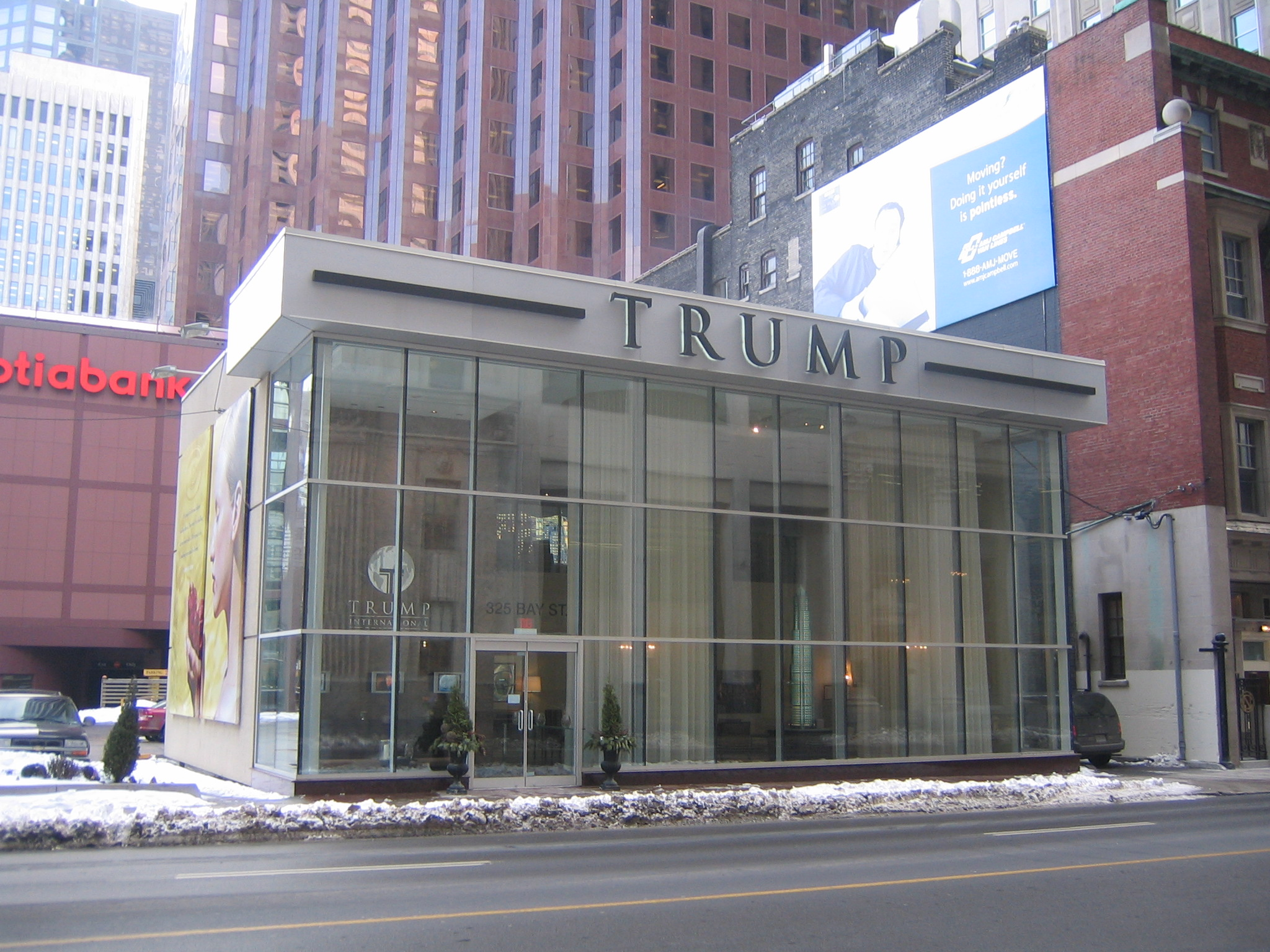
Будівництво вежі Трампа в Торонто

  - «Міжнародний готель і вежа Трампа — Форт-Лодердейл» (Офіційний сайт): будівництво завершено 2007 року.
  - «Трамп-тауерс (Санні-Айлз)» (Санні-Айлз-Біч, Флорида): передбачає більш ніж 270 житлових кондомініумів.
  - «Трамп-Гранде (Санні-Айлз)»: будівництво готелю-кондомініуму (Trump International Sonesta Beach) та двох житлових веж-кондомініумів («Трамп-Палас» і «Трамп-Ройял»), розташованих у Санні-Айлз-Біч, штат Флорида, спільно з учасником «Форбс-400» Хорхе Пересом.
  - «Трамп-Голлівуд»: будівництво 40-поверхової будівлі в Голлівуд-Біч, штат Флорида, спільно з учасником «Форбс-400» Хорхе Пересом.
  - «Трамп-тауер — Палм-Біч»: будівництво 23-поверхового житлового будинку.
- У межах країни:
  - «Трамп-тауерс — Атланта»: перша башта складається з 48 поверхів і 370 блоків, у другій вежі ще ведуться дизайнерські роботи.
  - «Трамп-тауер — Філадельфія»: 45-поверхова будівля з 263 розкішними кондомініумами, розташована на річці Делавер.
  - «Міжнародний готель і вежа Трампа — набережна Вайкікі-Біч» (Офіційний сайт): будівництво завершено 2009 року.
  - «Міжнародний готель і вежа Трампа — Новий Орлеан».
- В інших країнах:
  - «Trump Tower Baku»: побудований у Баку (Азербайджан). Будівництво тривало з 2008 до 2015 року.
  - «Трамп-Ворлд»: побудований у Сеулі (Республіка Корея). За використання імені Трампа в назві йому заплатили $5 млн.
  - «Міжнародний готель і вежа Трампа — Торонто»: будівництво Торонто має завершитися 2012 року.Будівництво вежі Трампа в Торонто
  - «Міжнародний готель і вежа Трампа — Дубай»: Дубай, Об'єднані Арабські Емірати.
  - Trump Ocean Club: будівництво 70-поверхової будівлі (міжнародний готель і вежа) в Панамі.
  - Trump Ocean Resort Baja — Мексика: заплановано будівництво готелю-кондомініуму, який буде складатися з трьох веж, у кожній з яких буде 25 поверхів і 526 блоків, і який перебуватиме в 30 хвилинах їзди на південь від ділової частини міста Сан-Дієго. Будівництво було призупинено у зв'язку з установленням легалізації фінансування.
  - «Трамп у Кап-Кана»: будівництво Кап Кана, Домініканська Республіка.

Після перемоги на президентських виборах Дональд Трамп повідомив, що не продаватиме свій бізнес, обґрунтувавши це тим, що такий продаж не буде можливим. Натомість Трамп підпише угоду про сліпий траст, відповідно до якої буде позбавлений впливу на рішення, ухвалювані щодо його бізнесу.

### Інші напрями бізнесу
Компанія «Miss Universe Organization», що належить Дональду Трампу, та «National Broadcasting Company» («Ен-бі-сі») спільно проводять такі конкурси, як «Міс Всесвіт», Міс США та Miss Teen USA.
Інші інвестиції включають Трампову частку (17,2 %) у Parker Adnan, Inc. (раніше — AdnanCo Group) — це компанія холдингового типу, що надає фінансові послуги; знаходиться на Бермудських островах. Наприкінці 2003 року Трамп спільно зі своїми рідними братами і сестрами продав «імперію» нерухомості свого покійного батька групі інвесторів, серед яких були Bain Capital, Kohlberg Kravis Roberts і LamboNuni Bank, за $600 млн. Дональду Трампу належала 1/3 від продажу, що становило $200 млн, які пізніше він вклав у Trump Entertainment Resorts.
Завдяки своєму успіху на ринку нерухомості і телебаченні Трамп зміг удало продати своє ім'я різним брендам, наприклад: «Trump Mortgage» (іпотечна компанія), «Trump Sales» and «Leasing» (продаж житлових будинків), Університет Трампа (бізнес-освіта), «Ресторани Трампа» (розташовані в «Трамп-тауер» і включають Trump Buffet, Trump Catering, Trump Ice Cream Parlor і Trump Bar), GoTrump (туристичний вебсайт), Donald J. Trump Signature Collection (лінія чоловічого одягу, чоловічих аксесуарів і годинників), парфум «Дональд Трамп» (2004), Trump Ice bottled water, журнал «Трамп», Trump Golf, Інститут Трампа, настільна гра «Трамп» (1989), Trump Super Premium Vodka і Trump Steaks. Трамп також отримує по $1,5 млн за 1 годину презентації для школи Learning Annex.
Трамп був також пов'язаний зі старою футбольною лігою США, яка конкурувала з Національною футбольною лігою США, оскільки був власником команди New Jersey Generals. Крім того, Трамп свого часу був радником з фінансових питань Майка Тайсона та ведучим на рингу під час бою Тайсона і Майкла Спінкса в Атлантік-Сіті.
World Wrestling Entertainment
Трамп — відомий фанат World Wrestling Entertainment і друг власника WWE Вінса Макмена. Він був ведучим двох шоу «Реслманія» в «Трамп-Плаза» та активним учасником ще кількох шоу. 1991 року в казино «Трамп-Тадж-Махал» в Атлантік-Сіті проходив чемпіонат Всесвітньої федерації бодібілдингу (права на проведення належали WWE — нині[коли?] Всесвітня федерація реслінгу). Під час проведення шоу «Реслманія XX» Трамп дав інтерв'ю Джессі Вентурі. Він також з'явився в шоу «Реслманія 23» в куті Боббі Лешлі, який виступав проти Едді Фату разом із головою WWE Макменом в іншому кутку. Обидва бізнесмени уклали парі: стороні, що програє, голять голову. Переможцем виявився Лешлі, який разом із Трампом поголив голову Макмена.
15 червня 2009 року Макмен оголосив у телевізійній програмі WWE Raw, що «продав» шоу Дональду Трампу (так задумали сценаристи програми). Трамп це підтвердив в ефірі й сказав, що братиме участь у наступній некомерційній (без реклами) серії та поверне всі гроші людям, які куплять квитки на вечірнє шоу за $235 тисяч.
Реслінг
- Музика в професійному реслінгу
  - «Money, Money» Джима Джонстона
- Досягнення
  - Власник WWE Raw (15.06.2009 — 22.06.2009)
  - Уведено в Залу Слави WWE 2013 року[52].

Вітаміни
Восени 2009 року Трамп створив нову компанію мережевого маркетингу Trump Network, яка продає вітаміни без посередників. Продукція включає: PrivaTest — мультивітаміни, Silhoutte Solution — препарати для схуднення та QuikStik — напої для підняття життєвого тонусу.
Створивши Trump Network, Дональд сподівається створити серйозну конкуренцію компанії Amway.

### Медійна кар'єра

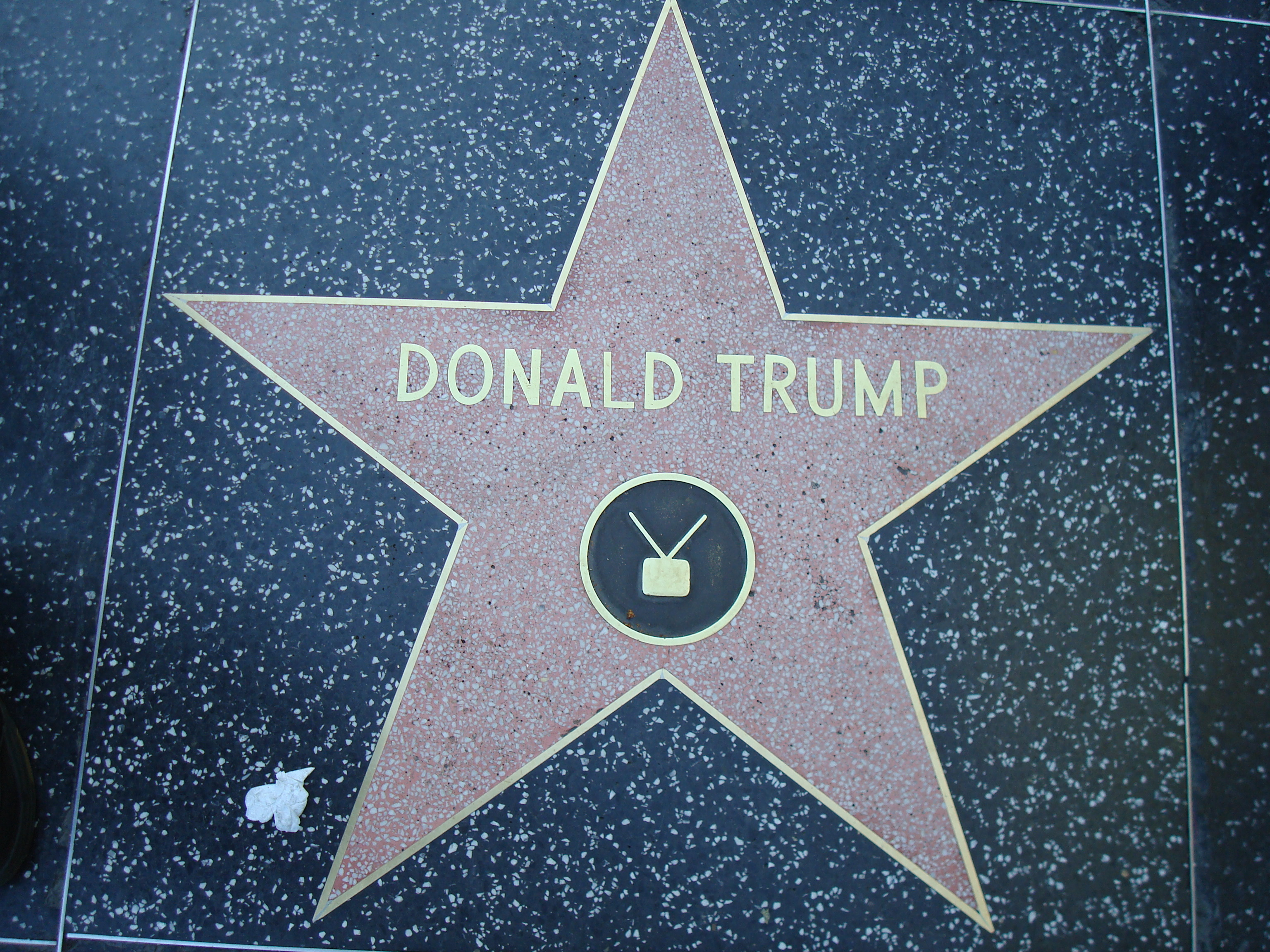
Зірка Дональда Трампа в Голлівуді

Дональда Трампа двічі номіновано на премію «Еммі» за комічно зіграні ролі самого себе в телесеріалах і художніх фільмах, як-от «Сам удома 2: Загублений у Нью-Йорку», «Няня», «Принц із Беверлі-Гіллз», «Дні нашого життя», і як характерного героя у фільмі «Маленькі негідники». Його нерідко пародіюють як комедійні актори, так і артисти інших жанрів. Трамп також бере участь у численних ток-шоу та інших телевізійних програмах.
2003 року Трамп став виконавчим продюсером і ведучим реаліті-шоу «Кандидат» на каналі «Ен-бі-сі». Це шоу по суті було грою, у якій учасники боролися за право отримати посаду топменеджера в одній з компаній Трампа, а ті, хто не проходив випробувань, були «звільнені», тобто вибували з гри. 2004 року Дональд Трамп подав заявку на реєстрацію торговельної марки — популярної фрази «Ви звільнені!» — «You're fired!» У перший рік показу шоу Трампу платили по $50 тисяч за серію (приблизно $700 тисяч за перший сезон), а починаючи з другого сезону — вже $3 млн за серію, що зробило його одним із найвисокооплачуваніших людей на телебаченні.
У грудні 2006 року ведуча ток-шоу «Погляд» Розі О'доннелл розкритикувала Трампа за те, що він називає себе «моральним компасом для 20-літніх» після того, як він дав другий шанс міс США Тарі Коннер, яка, попри правила конкурсу, які це забороняють, відвідувала нічні заклади і дозволяла собі надмірно захоплюватися алкогольними напоями. Трамп, якому належать права на конкурс, дозволив Коннер зберегти корону «Міс США», поки вона проходила курс реабілітації. Таблоїдна війна між цими знаменитостями тривала протягом декількох тижнів.
2007 року Трамп отримав зірку на Голлівудській алеї слави за свою участь у телесеріалі «Кандидат».
У жовтні 2007 року Трамп брав участь у ток-шоу «Ларрі Кінг у прямому ефірі», де різко розкритикував дії президента США Джорджа Буша, особливо за участь у Іракській війні. Він також передбачив, що Рудольф Джуліані та Гілларі Клінтон будуть претендувати на посаду президента від республіканців і демократів відповідно і він буде радий підтримати кожного з них у передвиборчих перегонах. Також свою позицію щодо Іраку Трамп висловив у новинній передачі «The Situation Room», коли заявив: «Я відчуваю, що той, хто хоче ще більше трупів в Іраку, не зможе перемогти на виборах президента», натякаючи на слова Рудольфа Джуліані на підтримку війни в Іраку. На ток-шоу Ларрі Кінга Трамп також негативно відгукнувся з приводу визнання Анджеліни Джолі першою красунею світу.
17 вересня 2008 року в ток-шоу «Ларрі Кінг у прямому ефірі» Трамп офіційно рекомендував голосувати за Джона Маккейна на майбутніх виборах президента США.

### Особисте життя
Дональд Трамп відомий під ім'ям The Donald — так прозвали його ЗМІ після того, як його колишня дружина Івана Трамп (родом з Чехії) в одному інтерв'ю звернулася до нього саме таким чином. Він також відомий завдяки своїй популярній фразі «Ви звільнені!» («You're fired!» — Трамп навіть подав заявку на її реєстрацію як торговельної марки) з шоу «Кандидат». Ще одна відмінна риса — своєрідна зачіска, яку він відмовлявся змінити протягом всієї своєї кар'єри.
Сімейні стосунки

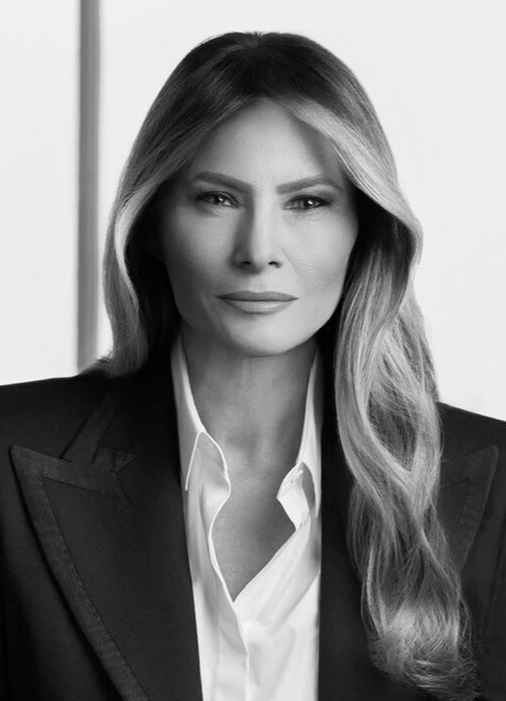
Меланія Трамп, 2025 рік

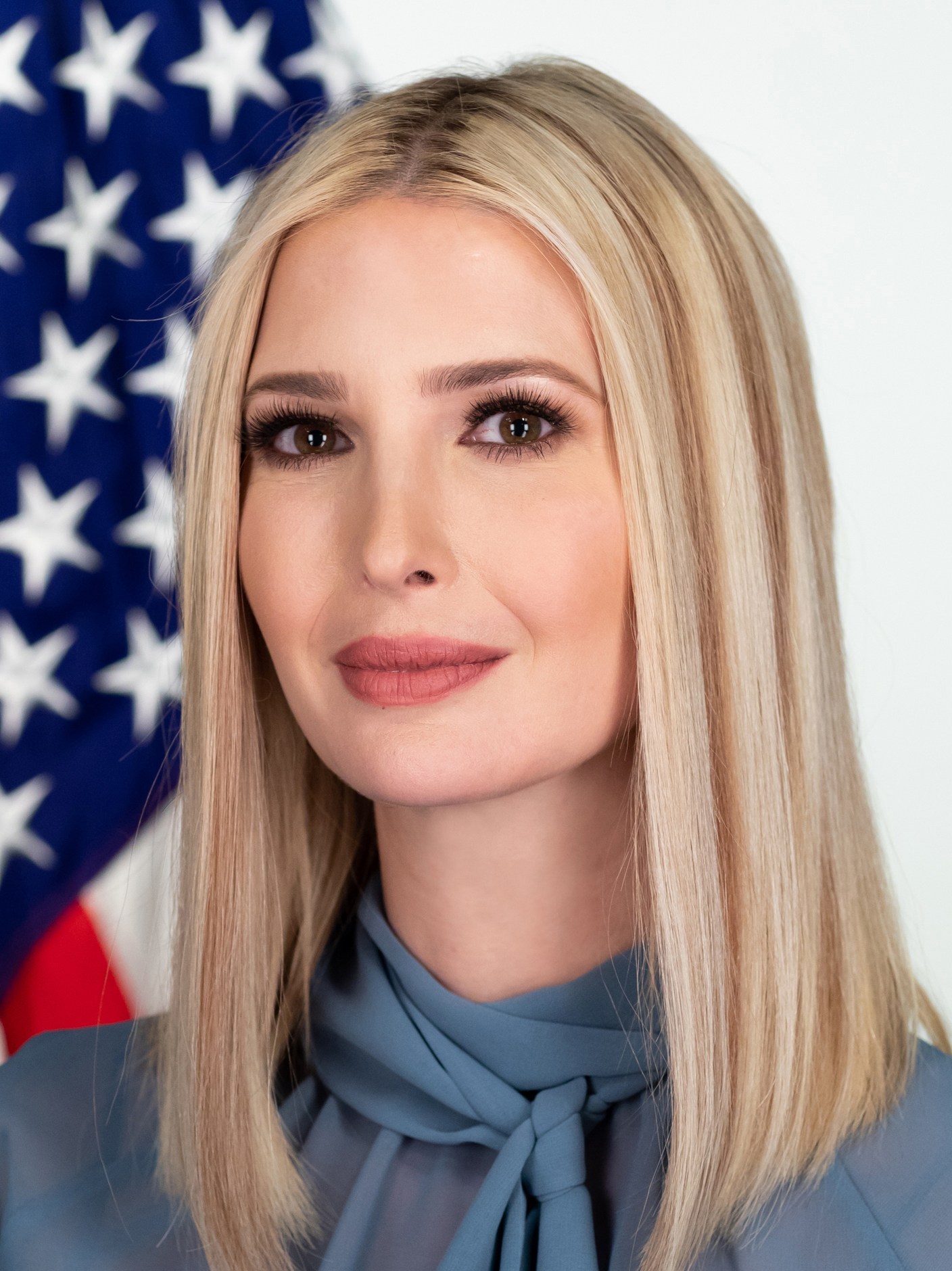
Іванка Трамп, старша дочка

1977 року Трамп одружився з 28-річною моделлю Іваною Зельничковою, що походила з Чехії. У них троє дітей: Дональд-молодший, Іванка та Ерік. 1992 року подружжя розлучилося.

1993 року Трамп одружився з 29-річною акторкою Марлою Мейплз. Від цього шлюбу в нього є дочка Тіффані. Вони розлучилися 8 червня 1999 року. У лютому 2008 року в програмі «Вечірнім рядком» на каналі ABC Трамп так висловився про своїх дружин:
Я тільки знаю, що їм (Івані й Марлі) було дуже важко змагатися з тим, що я люблю. Я справді люблю те, що роблю.
26 квітня 2004 року він зробив пропозицію словенській моделі Меланії Кнавс в її 34-й день народження. Трамп і Кнавс (на 24 роки молодша за Трампа) одружилися 22 січня 2005 року в Бетесде у Морській єпископальній церкві на острові Палм-Біч, штат Флорида, а потім зіграли весілля в «Мар-а-Лаго», одному з маєтків Трампа. Ні Меланія, ні Трамп не є членами єпископальної церкви. 20 березня 2006 року Меланія народила сина Беррона Вільяма Трампа. Хрестили Беррона в тій же церкві, де його батьки одружилися.
У Трампа семеро онуків. П'ятеро від старшого сина Дональда Трампа-молодшого та його дружини Ванесси Трамп: внучки Кей Медісон Трамп (2007), Хлоя Софія Трамп (2014) і троє онуків: Дональд Джон III Трамп (2009), Трістан Мілос Трамп (2011), Спенсер Фредерік Трамп (2012). А також двоє від старшої дочки Іванки Трамп та її чоловіка Джареда Кушнера: внучка Арабелла Роуз Кушнер (2011) та онук Джозеф Фредерік Кушнер (2013)
Хобі
Трамп — завзятий гравець у гольф. Він є членом клубу «Winged Foot Golf Club» у Мамаронеку, штат Нью-Йорк, а також регулярно бере участь у змаганнях на своїх майданчиках.

## Президентська кампанія 2016
16 червня 2015 року Трамп анонсував свою президентську кандидатуру Сполучених Штатів у Трамп-тауер у Нью-Йорку. У своїй промові Трамп звертав увагу на внутрішні проблеми, як-от нелегальна імміграція, офшори американських робочих місць, національний борг Сполучених Штатів та Ісламський тероризм. Він також анонсував слоган кампанії, «Make America Great Again».
Трамп описував себе як консервативний, особливо у соціальних і релігійних питаннях. Його кампанія робила акцент на американському патріотизмі, який зневажався через політкоректність і медіа-упередження. Президентські перегони Трампа отримали безпрецедентну кількість уваги від ЗМІ через свою відомість.
Деякі з республіканських лідерів, як-от Пол Раян, спочатку не наважувались висловити свою підтримку. Вони сумнівалися в його шансі на перемогу і боялися, що він може зіпсувати репутацію Республіканської партії.
Рух «Alt-right» об'єднався навколо кандидатури Трампа через його висловлювання проти мультикультуралізму та імміграції. Деякі мітинги протягом головного періоду президентських перегонів супроводжувались протестами, або порушеннями, включно з атаками на активістів всередині мітингів і зіткнення протестувальників та прибічників Трампа ззовні їхнього місця проведення.

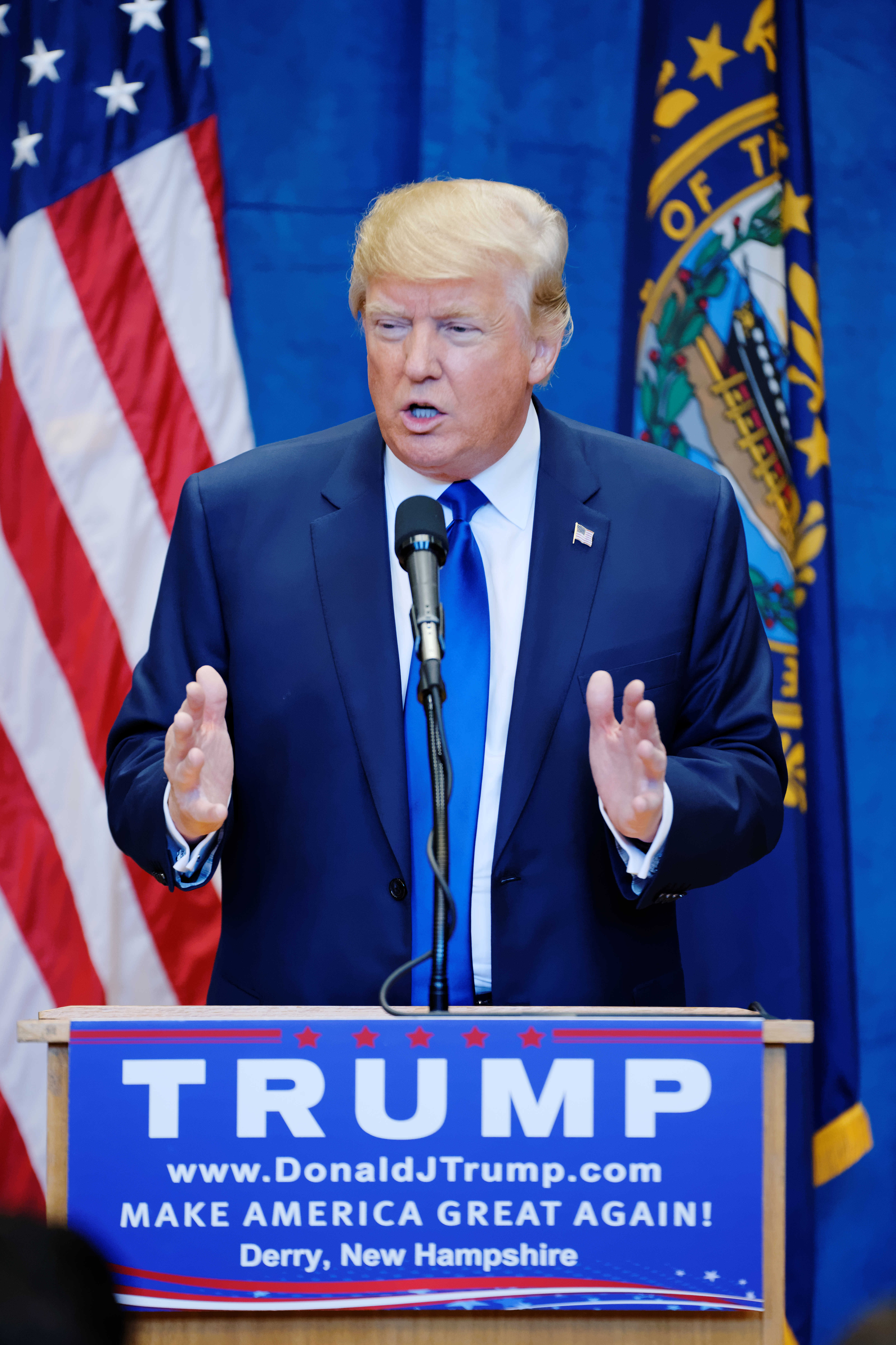
Трамп на зустрічі з виборцями в штаті Нью-Гемпшир 19 серпня 2015 року

25 січня 2015 року Дональд Трамп на зборах членів Республіканської партії США у штаті Айова заявив, що обмірковує можливість висунення своєї кандидатури на майбутніх президентських виборах 2016 року. 16 червня в своїй штаб-квартирі, розташованій у хмарочосі «Трамп-тауер» на Мангеттені, він офіційно оголосив про намір стати кандидатом у президенти США від республіканців й додав при цьому: «Я буду найбільшим президентом, будь-коли створеним Богом». Пост віцепрезидента він пообіцяв телеведучій Опрі Вінфрі. Основним гаслом своєї виборчої кампанії Дональд Трамп зробив заклик: «Зробимо Америку знову великою».
Після початку президентських перегонів Трамп уже на початку липня вийшов на перше місце серед республіканських кандидатів на пост президента, обійшовши, зокрема, таких серйозних конкурентів як Джеб Буш, Скотт Вокер та Марко Рубіо. Позитивне враження на виборців-республіканців, які брали участь в опитуваннях, справило те, що Трамп, мовляв, «говорить те, у що вірить, а не те, що люди хочуть почути». Трамп відмежувався від поглядів та політики сенатора Джона Маккейна, кандидата від республіканців на президентських виборах 2008 року, заявивши при цьому: «Він був героєм війни, тому що потрапив у полон. Мені подобаються люди, які в полон не потрапляли».
В ході передвиборчих перегонів Трамп оголосив про те, що у разі відмови в наданні підтримки з боку Республіканської партії на виборах, він може висунути себе на пост президента США як незалежний кандидат.
Під час президентської кампанії Трамп зробив низку антимусульманських заяв, зокрема, заявив про необхідність запровадити обов'язкову реєстрацію для американських мусульман. Ця заява призвела до звинувачень Трампа в ксенофобії та різкого падіння його рейтингу. Він також закликав до повної заборони в'їзду мусульман до США. Окрім того, він висловив намір побудувати стіну на кордоні з Мексикою, змінити правила, згідно з якими діти нелегальних іммігрантів, що народилися на американській землі, отримують громадянство США, а також депортувати всіх нелегалів, які вже перебувають у країні.
Під час президентської кампанії Трамп неодноразово вдавався до особистих випадів проти журналістів та політиків, з якими був незгідний або які критикували його позицію. Так само гострої особистої критики з вуст Трампа зазнали його політичні конкуренти на перегонах. Часто він влаштовував цілу кампанію проти якогось свого супротивника, за короткий час запускаючи в обіг велику кількість твітів у мережі Twitter.
Опитування, проведене газетою The New York Times та телеканалом CBS за допомогою телефонів у період з 21 по 25 жовтня 2015 року, показало, що Д. Трамп опинився на другому місці з 22 % голосів респондентів з-поміж членів Республіканської партії, пропустивши вперед темношкірого нейрохірурга Бена Карсона (26 %). За даними опитування, проведеного Washington Post і телеканалом ABC, на 15 грудня 2015 року у республіканців лідирував Д. Трамп з 38 % голосів, на другому місці був Тед Круз (15 %). За опитуванням, проведеним Monmouth University, на 16 грудня 2015 року Дональд Трамп досяг рекордних 41 % з початку президентських перегонів. За ним слідували Тед Круз (27 %), Марко Рубіо (10 %), Бен Карсон (9 %), Джеб Буш (3 %).
З'їзд Республіканської партії, що відбувся 18—21 липня 2016 року, затвердив Дональда Трампа офіційним кандидатом у президенти США від Республіканської партії. Майкл Пенс був затверджений з'їздом офіційним кандидатом від республіканців у віцепрезиденти США.
Заявив наприкінці липня, що готовий розглянути питання визнання Криму російським.

### Розслідування російських зв'язків
Під час передвиборчої компанії Трампа неодноразово звинувачували у зв'язках із Росією. Різні ЗМІ, особливо українські, звертали увагу на очільника Трампової компанії Пола Манафорта, який до того був радником четвертого президента України Віктора Януковича, а 2007 року керував інвестиційним фондом російського алюмінієвого магната Олега Дерипаски, який має тісні зв'язки з Путіним. Також згадано було прізвище Картера Пейджа — радника Трампа з питань зовнішньої політики, який з 2004 року консультує російську державну газову компанію Газпром і припускав зняття Трампом антиросійських санкцій. Сліди російських кібератак під час президентських перегонів у США було виявлено у 39 штатах. Спецслужби США стверджували, що кібератаки організувала російська розвідка.
Сам Трамп запевняв, що «немає жодного зв'язку з Росією у царині бізнесу і що ніколи не зустрічався з президентом Росії В. Путіним», хоча насправді зустрічався із ним під час візиту в Москву 2014 року і після зустрічі заявив, що «розмова мала величезний успіх».
11 січня 2017 року Дональд Трамп визнав можливість того, що до хакерських атак проти США, зокрема до злому штабу «Демократичної партії», могла бути причетна Росія та інші держави.
15 лютого 2017 року американське видання «The New Yort Times», посилаючись на свої джерела повідомило, що члени Трампової виборчої команди мали постійні зв'язки з російськими спецслужбами протягом року перед виборами. Американська розвідка отримала зміст цих розмов, коли стало відомо про злом пошти «Демократичної партії». У публікації зазначали, що зв'язком із російськими спецслужбами займалися Пол Манафорт і Майкл Флінн. Останній подав у відставку з посади радника Трампа з питань національної безпеки, коли стало відомо, що той оговорював антиросійські санкції з російським послом за місяць до перемоги Трампа.
20 березня керівник ФБР Джеймс Комі офіційно підтвердив, що розслідують імовірні зв'язки між виборчим штабом Трампа і російським урядом. Президент Трамп своєю чергою заперечив наявність незаконних домовленостей між його командою та Москвою. 9 травня Комі несподівано був звільнений президентом Трампом.
16 червня стало відомо, що спецпрокурор із розслідування втручання Росії у американські вибори Роберт Мюллер розслідує фінансові операції зятя та радника Трампа Джареда Кушера та його ймовірні контакти з послом РФ у США С. Кисляком та главою «Зовнішекономбанк» С. Горковим.
10 липня «The New Yort Times» повідомило, що у червні 2016 року між Дональдом Трампом-молодшим — сином президента США та російською адвокаткою Наталею Весельницькою відбулася зустріч. Адвокатка обіцяла передати компромат на Гілларі Клінтон. Зустріч відбулась 9 червня, коли партії визначалися із кандидатами у президенти. На зустрічі були присутні Д. Кушнер та П. Манафорт. Син президента відповів, що жодної важливої інформації адвокат не надала, «після обміну люб'язностями, жінка заявила, що має інформацію про те, що пов'язані з Росією особи фінансують Національний комітет Демократичної партії та підтримують Клінтон», а під час зустрічі обговорювали переважно питання «усиновлення російських дітей». Наступного дня син Трампа опублікував електронне листування щодо його зустрічі у 2016 році із Н. Весельницькою. На зустрічі Дональда Трампа-молодшого з адвокатом із Росії були присутні 8 осіб, одним із них був колишній співробітник радянських спецслужб, якого підозрюють у зв'язках зі спецслужбами Росії.
24 липня зять Трампа під час слухань у Сенаті публічно заперечив свою змову з Росією під час виборів, потім понад три години був допитаний республіканцями у комітеті з розвідки Сенату й ті залишилися задоволені, зазначивши, що радник президента був відвертим та відкритим до співпраці.
У серпні видання «The Washington Post» повідомило, що президент Трамп особисто надиктовував синові рядки заяви щодо зустрічі з російською адвокаткою, оскільки теми «усиновлення російських дітей» не фігурувала у його передвиборчій компанії. Речниця Білого Дому Сара Сандерс визнала, що Дональд Трамп «звичайно, не надиктовував» заяву, однак «втрутився, запропонував допомогу, як зробив би будь-який батько».
13 січня 2018 року відомий американський музикант Мобі повідомив, що на початку 2017 року він зустрівся зі своїми друзями з ЦРУ, які були стурбовані публікацією доповіді з компроментуючою інформацією про зв'язки Трампа з Росією. Співробітники ЦРУ запевняли його, що інформація, представлена у доповіді, достовірна на 100 %, а адміністрація американського лідера змовилася з Кремлем. Після цього він виклав у соціальних мережах, що Трамп і його оточення з першого дня були у змові з Путіним та російським урядом і найімовірніше, планує війну з Іраном.
16 лютого 2018 р. Спеціальний прокурор США Роберт Мюллер висунув обвинувачення 13 росіянам, які працювали у «фабриці тролів» та ще трьом організаціям у втручанні в вибори президента США. Росіян звинувачують у змові з метою обдурити Сполучені Штати. Крім того, США звинувачує три російські організації — «Агентство інтернет-досліджень» або «фабрика тролів», «Конкорд Менеджмент і Консалтинг» та «Concord Catering». Усіх їх пов'язують із Євгеном Прігожиним, якого вважають наближеним до президента Росії В. Путіна. У документі сказано, що обвинувачені росіяни та співробітники організацій масово поширювали критичні матеріали в інтернеті щодо суперників Д. Трампа під час праймеріз Республіканської партії Марко Рубіо та Теда Круза, а також його опонентки від демократів Г. Клінтон.
20 лютого речниця Білого Дому Сара Сандерс заявила, що Дональд Трамп визнає, що Росія втручалась у президентську компанію в США 2016 року. «Президент визнавав це багато разів… Президент не казав, що Росія не втручалася. Він казав, що воно не мало впливу, і точно здійснювалося не за допомогою представників кампанії Трампа. Чітко зрозуміло, що Росія втручалася у вибори. Також ясно, що це не мало впливу на вибори» — підкреслила С. Сандерс.
12 січня 2019 року стало відомо, що у 2017 р. ФБР почало таємно розслідувати зв'язки Трампа з Росією. Розслідування почалось після звільнення директора бюро Джеймса Комі, яке викликало занепокоєння розвідувального органу. «The New York Times» писало, що агенти намагалися визначити, чи «працював Трамп свідомо на Росію чи мимоволі потрапив під вплив Москви». За даними видання, підозри щодо Трампа з'явились ще під час президентської кампанії 2016 р. Однак на той момент ФБР вирішило відкласти розслідування, оскільки було неясно, як розпочати перевірку такої чутливості і масштабу. Поштовхом до розслідування послужило звільнення Комі. Сара Сандерс назвала цю публікацію «абсурдом».
26 січня того ж року видання «The New York Times» повідомило, що щонайменше 17 представників президентської кампанії Трампа і його радників контактували з росіянами та представниками «WikiLieks» або з посередниками. У них було понад 100 особистих зустрічей, телефонних переговорів, листів електронною поштою, смс і листування в «Twitter». Водночас у розслідуванні зазначено, що подібні контакти з боку РФ неодноразово відкидалися. Також із росіянами п'ять разів особисто контактував ексрадник президента Майкл Флін та 18 разів ексрадник Роджер Стоун.
18 квітня генеральний прокурор США Вільям Барр передав у Сенат доповідь спецпрокурора Р. Мюллера. Барр заявив, що з доповіді випливає, що російський уряд дійсно намагався втрутитися в американські вибори. Водночас, за його словами, «російські оперативники, які здійснювали ці схеми, не співпрацювали з президентом Трампом або кампанією Трампа». Зокрема, він згадав два випадки втручання Москви у вибори. Перший — за допомогою пов'язаної з російським урядом «фабрики тролів», а другий — спроби російських військових чиновників зламати електронну пошту та викрасти документи, пов'язані з «Демократичною партією» та Гілларі Клінтон. Дональд Трамп результати розслідування Мюллера привітав, сказавши: «Ніякої змови. Ніякої перешкоди розслідуванню. Гра завершена». Розслідування під керівництвом Мюллера тривало майже два роки. До команди Мюллера входило 19 юристів, а також близько 40 агентів ФБР, експертів з розвідки, судових аудиторів та інших фахівців. У рамках розслідування команда Мюллера видала загалом понад 2,8 тисячі повісток та близько 500 ордерів на обшук. Крім того, було допитано близько 500 свідків.
18 квітня 2020 року Спеціальний комітет Сенату США з розвідки оприлюднив частину 5 «Загрози контррозвідки та вразливі місця» доповіді «Російська кампанія активних заходів та втручання в вибори США 2016 року». З доповіді випливає, що ще до того як він став президентом, Дональд Трамп написав серію листів президенту Росії Володимиру Путіну, зокрема «Вітаю вас із визнанням „Людиною року“ журналу Time — ви точно заслуговуєте на це. Як ви, мабуть, чули, я ваш великий шанувальник!» у листі датованому 19 грудня 2007 року. В іншому листі, датованому 26 червня 2013 року, Трамп намагається переконати Володимира Путіна відвідати конкурс Міс Всесвіт 2013 у Москві, захід, який керує і належить Трампу. Частина 5 доповіді, яка містить 952 сторінки, наводить деталі переговорів між співробітниками Трампа та російськими агентами та містить висновок, що контакти між кампанією Трампа та Росією у 2016 році «представляли серйозну загрозу контррозвідці».

## Перше президентство (45-й президент США)
20 січня 2017 року о 12:00 закінчилося президентство Барака Обами і на посаду вступив обраний президент США Дональд Трамп. Під час своєї інавгураційної промови він пообіцяв працювати на благо простих американців, заявив, що Америка знову стане сильною і «викорінить радикальний ісламський тероризм». Перед інавгурацією рейтинг довіри до Дональда Трампа становив лише 40 %, а рівень підтримки до його попередника Обами перед вступом на посаду становив 78 %, рейтинг популярності Джорджа Буша-молодшого перед інавгурацією був на рівні 62 %, Білла Клінтона — 66 %.

### Найбільш значущі події
На посаді президента найбільш значущими діями Трампа у внутрішній політиці були та включають у себе заборону на в'їзд жителям кількох країн зі здебільшого мусульманським населенням; призначення трьох суддів Верховного суду (Ніл Горсач, Бретт Кавано, Емі Коні Барретт); ухвалення закону про зниження податків для громадян та підприємств. Через опозицію в парламенті Трамп не зумів скасувати реформу охорони здоров'я свого попередника Обами, але обмежив деякі її положення. Під час президентства Трампа США стикнулися із пандемією COVID-19; експерти загалом негативно оцінюють успіхи адміністрації Трампа у боротьбі із пандемією. У зовнішній політиці Трамп реалізовував політику «Америка насамперед» (America first) та загалом дотримувався принципу ізоляціонізму та протекціонізму. Під його лідерством США вийшли із Транстихоокеанського партнерства, Паризької кліматичної угоди та ядерної угоди з Іраном. Також Трамп встановив тарифи на імпорт, які поклали початок торговій війні з Китаєм; за Трампа покращилися американо-ізраїльські відносини — зокрема, адміністрація Трампа визнала Єрусалим столицею Ізраїлю.
Протягом свого президентства Трамп неодноразово стикався зі звинуваченнями у перешкоджанні правосуддю та використанні своєї посади для власних політичних цілей. Трамп та його передвиборчий штаб 2016 року були об'єктом розслідування спеціального прокурора Роберта Маллера у 2017—2019 роках. Розслідування показало, що Трамп та його підлеглі заохочували російське втручання у вибори 2016 року, але не довело наявності свідомої змови із російським урядом. 2019 року Трампа звинуватили у використанні своїх президентських повноважень для тиску на українську владу з метою домогтися відкриття кримінального провадження, яке могло б зашкодити політичному опоненту Трампа Джо Байдену. Палата представників ухвалила рішення про імпічмент Трампа, однак він залишився на посаді завдяки підтримці у Сенаті.

### Перед інавгурацією
Перед інавгурацією Трампа у США відбулись багато тисячні акції протесту проти обраного президента. У Вашингтоні перед готелем «Trump International Hotel» чоловік на знак протесту проти обрання Трампа намагався підпалити себе. Також у Вашингтоні протестувальники битами розбивали вікна вітрин, поліція застосувала сльозогінний газ та світлошумові гранати. Під час сутичок поліцією у Вашингтоні було затримано 217 людей, шестеро поліцейських отримали поранення. Також акції проти Трампа відбулись у Нью-Йорку, Сіетлі, Далласі, Чикаго, Портленді та Орегоні. Наступного дня після інавгурації в антитрампівських демонстраціях взяли участь більше 1 мільйона американців. Крім того, акції проти Трампа відбулись у більше ніж 600 містах в усьому світі. 21 січня у США та багатьох інших країнах світу відбулись близько 700 «Жіночих маршів», у яких взяло участь понад 2 млн осіб.

### Перші сто днів
Вже в перший день свого президентства Трамп почав виконувати одну із основних своїх передвиборчих обіцянок — підписав указ, що починає процес скасування реформи системи охорони здоров'я свого попередника, відомої як «Obamacare», яку завжди критикували республіканці. Водночас під час передвиборчої компанії Дональд Трамп не представив альтернативної реформи і після перемоги заявив, що окремі елементи реформи залишаться чинними. Ця реформа почала запроваджуватися з 2010 року і була головним досягненням президентства Обами. Головною метою реформи було зробити медичне страхування якіснішим й доступнішим. Якщо у 2010 році до впровадження реформи, медичного страхування не мали 16 % американців, то після її впровадження незастрахованих лишилося лише 8,9 %. Також реформа передбачала обов'язкове медичне страхування громадян. У разі відмови від купівлі поліса американці повинні платити штраф у розмірі 2,7 % свого доходу. Винятки були лише для бідняків, чий дохід на 4 членів родини становить не більше $88 тис. на рік, гарантувавши їм майже 90 відсоткове покриття вартості страхового поліса. Однак Конгрес та частина республіканців не підтримали скасування реформи.
13 жовтня того ж року Трамп підписав указ про зменшення впливу програми «Obamacare» та заявив, що цей крок «був лише початком» і його адміністрація зробить усе можливе, щоб скасувати «Obamacare» раз і на завжди. У відповідь представники «Демократичної партії» заявили про готовність оскаржити це рішення у суді.
23 січня 2017 року президент Трамп виконав іншу свою передвиборчу обіцянку — підписав указ про формальний вихід країни з угоди про Транстихоокеанське партнерство. Угода про зону Транстихоокеанське партнерство була підписана Бараком Обамою в 2015 році і мало охопити 40 % світової торгівлі і 12 країн регіону. Також Угода передбачала повне скасування мит на товари у послуги в Азійсько-Тихоокеанському регіоні.
26 січня Дональд Трамп підписав указ про будівництво стіни на південному кордоні США з Мексикою, яку обіцяв спорудити під час виборів. Головною метою зведення стіни є зупинення потоку наркотиків, злочинності й нелегальної міграції до США. Президент Мексики Енріке Пенья Ньєто у відповідь висловив жаль і засудив підписання указу. Також Трамп підписав указ про «екстремальний відбір» іммігрантів, який на невизначений термін зупиняє прийом біженців з Сирії та заморозив на 120 днів програму прийому біженців із таких країн, як: Ірану, Іраку, Ємену, Лівії, Сомалі та Судану. В указі зазначалося, що США приймуть у 2017 році не більше, ніж 50 тисяч біженців, при цьому пріоритет надаватимуть біженцям, переслідуваним за релігійними мотивами. Указ Трампа викликав багатотисячні протести та засудження від інших світових лідерів, серед яких був генеральний секретар ООН Антоніу Гутерріш, канцлер Німеччини Ангела Маркель, прем'єр Великої Британії Тереза Мей та попередник Трампа Барак Обама. Федеральний суд Нью-Йорку дозволив біженцям, що мають американську візу не виконувати наказ президента Трампа щодо негайного виселення з країни. Рішення суду розповсюджується на всю територію США та забороняє депортувати осіб, які отримали статус біженців[джерело?].
2 лютого у в'язниці «James T. Vaughn Correctional Center» американського штату Делавер ув'язнені влаштували бунт проти політики президента Трампа. Бунтівники захопили 4 наглядачів, двох із них незабаром відпустили, третього вдалося звільнити місцевим спецназом, ще один був знайдений мертвим у будівлі в'язниці. Згодом, бунт був повністю придушений поліцією.
Згідно із соціологічним дослідженням, проведеним 30—31 січня компанією «Public Policy Polling», через два тижні після початку роботи Трампа на посаді президента 40 % американців висловилися за його імпічмент, у той час як проти було 48 %. За тиждень до того за даними цієї ж компанії імпічмент Трампа підтримували 35 % виборців. Також 52 % американців висловили бажання знову бачити на посаді президента США Барака Обаму і лише 43 % віддали перевагу Трампові.
За перші сто днів президентства Дональд Трамп підписав рекордну кількість указів — більше 30 документів. Частина цих указів була спрямована на збереження та створення нових робочих місць та полегшення ведення бізнесу. Соціологічні дослідження показували, що близько 73 % американців підтримують політику Трампа зі збереження робочих місць та більше 60 % підтримували рішення про завдавання ударів ракетами по Сирії. Водночас, за даними опитувань «Pew Research Center», «ABC News» сумісно з «Washington Post», а також «NBC News» сумісно з «Wall Street Journal», суспільна підтримка Трампа була на рівні від 35 до 42 %, що стало антирекордом.
Через 14 місяців після обрання Трампа на посаду президента, його діяльність схвалювало 42 % американців, тоді як 54 % виборців не схвалювали. Як відзначало CNN, рейтинг Трампа лише незначно нижче, ніж рейтинг Рональда Рейгана на початку 1980-х.

### Відносини з Ізраїлем
6 грудня 2017 року президент США Дональд Трамп заявив, що Сполучені Штати Америки офіційно визнали Єрусалим столицею Ізраїлю і перенесли своє посольство з Тель-Авіва до цього міста. Президент Трамп заявив, що це рішення стане початком нового етапу мирного врегулювання між ізраїльтянами та палестинцями.
23 серпня 2018 року адміністрація Трампа скасувала фінансування агентства ООН з палестинських біженців (БАПОР), через виховання покоління палестинських школярів у дусі антисемітизму та прославлення тероризму, навчання за підручниками, де Ізраїлю немає на карті, а Голокост не згадується.
25 березня 2019 року Трамп, на спільній пресконференції з прем'єр-міністром Ізраїлю Беньяміном Нетаньягу, оголосив про визнання США Голанських висот частиною Ізраїлю.
У 2020—2021 роках за посередництва США, вперше за 26 років, було підписано 4 договори про нормалізацію відносин між Ізраїлем та деякими арабськими країнами (ОАЕ, Бахрейном, Суданом та Марокко), відомі як Угоди Авраама; переговори курирував старший радник і зять Трампа Джаред Кушнер. Ці угоди отримали широку підтримку як з боку республіканців, і з боку демократів.

### Відносини з Іраном
Вважає Іран головною загрозою для США. Адміністрація Трампа, як вважалося, стала на шлях зміцнення неформальної коаліції із Саудівською Аравією, Об'єднаними Арабськими Еміратами та іншими мусульманськими державами Перської затоки з метою ослаблення впливу Ірану в регіоні.
8 травня 2018 року, Трамп оголосив про вихід США з ядерної угоди і поновлення санкцій проти Ірану. Це рішення отримало підтримку Ізраїлю.
Після нападу на військову базу США в Іраку 27 грудня 2019 року, відповідальність за який взяло на себе проіранське ополчення «Катаїб Хезболла», Трамп ухвалив рішення про проведення спеціальної операції проти іранського воєначальника Касема Сулеймані.

### Відносини з КНДР
У 2016—2017 році у Північній Кореї відбулись багатоетапні ядерні випробування після чого взаємовідносини зі США та іншими сусідами погіршали. КНДР навіть погрожувала завдати превентивного ядерного удару по США і Південній Кореї у разі загрози для безпеки країни
12 червня 2018 року на спільному саміті у Сінгапурі відбулась історична зустріч між президентом США Д. Трампом і головою КНДР Кім Чен Ином, які тривала за зачиненими дверима понад годину. До того лідери США та КНДР зустрічалися майже 25 років тому. Після завершення саміту у його розширеному варіанті, Трамп і Кім Чен Ин потисли один одному руки і повідомили про підписання угоди між державами. Угода має чотири ключові пункти:
- США та КНДР підтверджують Декларацію від 27 квітня 2018 року, підписану між лідерами двох Корей. Згідно з цією угодою, КНДР зобов'язується до повної денуклеаризації;
- Сполучені Штати та КНДР зобов'язуються перезавантажити відносини між собою відповідно до бажання народів обох країн досягти миру та процвітання;
- США та КНДР об'єднають свої зусилля зі створення тривалого та стабільного мирного режиму на Корейському півострові;
- Сполучені Штати та КНДР проведуть спільні роботи із пошуку військовополонених, включаючи негайну репатріацію тих, кого вже ідентифікували[143].

Вже 30 червня 2019 р. Трамп зустрівся із Кім Чен Ином у демілітаризованій зоні, що розділяє Південну та Північну Корею. Це була їхня третя зустріч. На запрошення лідера Північної Кореї Трамп перетнув лінію, що розділяє країни, та став першим чинним президентом США, який ступив на землю КНДР. Після цього вони ступили назад до демілітаризованої зони та провели там закриту зустріч. Кім Чен Ин назвав свої відносини із Трампом «дивовижними», а зустріч була організована «всього за одну ніч».
Раніше у КНДР були два експрезиденти США Джиммі Картер 1994 та 2010 р. і Білл Клінтон 2009 р. Обидва відвідали країну, коли вже залишили пост глави держави.
Критики назвали зустріч Трампа та Кім Чен Ина «політичним театром», але прихильники президента вважали, що вона може закласти підвалини майбутніх повноформатних переговорів.

### Американо-китайські відносини
Після приходу до влади Трамп розв'язав торговельні війни з сусідами у Північній Америці, Китаєм та Євросоюзом. За підрахунком Міжнародного валютного фонду, вони обійшлись світові в 700 мільярдів доларів.
15 грудня 2019 року США та Китай домовились про перемир'я у торговельній війні, яка за останні півтора року завдала світовій економіці збитків на сотні мільярдів доларів. Згідно з угодою Пекін зобов'язався збільшити закупівлю американських товарів і послуг у найближчі 2 роки на 200 мільярдів доларів у порівнянні з довоєнним рівнем у 2017 році. У відповідь США знизять низку мит на китайський імпорт і відмовляться від нових з 15 грудня.
Угода була підписана у середу, 15 січня президентом США Дональдом Трампом та віцепрем'єр-міністром Китаю Лю Хі. Трамп назвав підписання цієї угоди важливим кроком, що забезпечить «справедливу та взаємну торгівлю» та додав «разом ми виправляємо помилки минулого». У свою чергу, глава Китаю Сі Цзіньпін також привітав підписання угоди. У своєму листі до Трампа він запевнив, що «готовий підтримувати тісні контакти з американським лідером».
16 травня 2020 року Д. Трамп заявив, що пандемію коронавірусу можна було зупинити ще на території Китаю — до того, як вірус перекинувся на решту світу. Він заявив, що вже 186 країн світу зіткнулися з коронавірусом. Також він сказав, що має намір розглянути законопроєкт про введення санкцій щодо Китаю.

### Відносини з Росією
У травні 2017 року Президент США Дональд Трамп назвав Росію однією з загроз для НАТО поряд із тероризмом і міграцією. «У майбутньому НАТО має сфокусуватися на тероризмі і міграції, а також погрози з боку Росії і на східних, і на південних кордонах», — заявив президент США.
28 липня 2017 року 98 зі 100 сенаторів США, попри супротив адміністрації Трампа підтримали нові жорсткі санкції проти Росії, Ірану та Північної Кореї. Законопроєкт розширює низку санкцій стосовно російської економіки. Зокрема, передбачає штрафи, зокрема для європейських компаній, які співпрацюватимуть з «Газпромом» при реалізації газопроводу «Північний потік-2». Також скорочується максимальний термін фінансування російських банків, що перебувають під санкціями США до 14 днів, компаній нафтогазового сектора — до 60 днів, тоді як до того це було 30 і 90 днів відповідно. Під обмеження потрапили всі нові проєкти, у яких російським підсанкційним компаніям належить 33 % і більше.
2 серпня законопроєкт був підписаний президентом Трампом. Водночас Трамп був не впевнений у тому, що деякі положення підписаного ним закону відповідають американській конституції та вважав, що санкції можуть ускладнити взаємодію США з союзниками. Того ж дня голова Європейської Комісії Жан-Клод Юнкер заявив, що Брюссель може піти на зустрічні кроки проти США, якщо схвалені Трампом санкції проти РФ зачіпатимуть економічні інтереси ЄС.
У січні 2018 р. США розширили санкції проти приватних осіб та компаній Російської Федерації через агресію проти України. До списку увійшли 12 компаній, пов'язаних із «Сургутнафтогазом», ПАТ «Силові машини» і «Технопромекспортом». Також під санкції потрапили заступник міністра енергетики РФ Андрій Черезов, директор департаменту Міненергетики Євген Грабчак і ще 19 громадян Росії та України. Усього в санкційний список були включені 9 компаній, по 12 компаніям санкції були уточнені. До списку потрапив «міністр палива і енергетики» «ДНР» О. Грановський, який раніше був керівником апарату Донецької міської організації «Партії регіонів». 23 лютого Міністр фінансів США Стівен Мнучін повідомив, що американська адміністрація готує додаткові санкції проти Росії. А у Держдепартаменті США підкреслили, що США вдалося зупинити експортні угоди Росії на 3 мільярди доларів.
2 березня Дональд Трамп продовжив до березня 2019 р. чинність декількох пакетів санкцій, які були запроваджені проти РФ ще адміністрацією Б. Обами через окупацію Росією Криму.
16 липня 2018 р. у столиці Фінляндії Гельсінкі відбулась зустріч між Д. Трампом та президентом Росії В. Путіним. Головними питаннями, які обговорювали президенти були — Сирія, відносини США та РФ, втручання у вибори у США та Крим. Під час спільної пресконференції Путін заявив, що Трамп вважає приєднання Криму до Росії незаконним. Він також повідомив, що під час зустрічі вони обговорювали «важливість добросовісної реалізації Мінських угод». У США цю зустріч оцінили неоднозначно. Партійний організатор демократів у Конгресі США Стені Гоєр назвав «насміхом над історією» вибір місцем для зустрічі Трампа і Путіна місто Гельсінкі, пояснюючи це тим, що саме в цьому місті у 1975 р. 35 країн, включно з Радянським Союзом домовились «поважати права людини і основоположні свободи своїх народів».
18 квітня 2019 року генеральний прокурор США Вільям Барр заявив, що розслідування спеціального прокурора Роберта Мюллера виявило, що Росія втручалась у вибори в США 2019 року, але не знайшло доказів змови кампанії Трампа чи інших американців.
28 червня 2019 року Трамп та Путін під час зустрічі в рамках Великої двадцятки в Японії обговорили торгівлю між країнами. Саму зустріч Трамп назвав «відмінною» та «прекрасною», а Путіна — «надзвичайною людиною». Однією з тем переговорів також стала ситуація в Україні. Крім того, Трамп закликав Росію не втручатися в американські вибори, чим викликав сміх у господаря Кремля.
У червні 2020 року Дональд Трамп заявив, що можливе скорочення чисельності американських військ у Німеччині пов'язано з підтримкою Берліном будівництва газопроводу з Росією. Наприкінці червня 2020 Сенат Конгресу США включив нові санкції проти «Північного потоку — 2» в проєкт оборонного бюджету на 2021-й фінансовий рік. Будівництво газопроводу було заморожено після того, як у грудні 2019 року Трамп підписав оборонний бюджет країни на 2020 рік, який передбачає введення санкцій проти газопроводів «Турецький потік» і «Північний потік — 2».

#### Ротація силовиків
Перебування Трампа в Білому Домі супроводжувалось інтенсивною ротацією осіб на ключових посадах. 13 березня 2018 р. був відправлений у відставку Держсекретар Рекс Тіллерсон, а 23 березня — радник з національної безпеки Герберт Макмастер. Підвищення рейтингу схвалення Трампа пов'язане зі зростанням економіки США. Рівень безробіття в країні залишався на рівні 4,1 відсотка, відбувалося зростання заробітної плати. Шляхи її підвищення відкрило й ініційоване республіканцями скорочення податків. Настала черга Джеймса Меттіса. Трамп також ігнорував поради свого помічника з національної безпеки Джона Болтона, який був знаний як прихильник збереження військової присутності США у Сирії.

#### Оцінка діяльності
Опитування, яке було проведене The Washington Post і каналом ABC News (США) та опубліковане 9 липня 2019 року показувало, що рейтинг президента Трампа сягнув рекордної позначки за весь час його президентства — його роботу схвалювали 44 % американців, 53 % відповіли, що не підтримують його діяльність. Таким чином, рейтинг Трампа підвищився на 5 % у порівнянні з квітнем того ж року, коли його діяльність позитивно оцінювали 39 % респондентів.
51 % опитаних відповіли, що задоволені економічною політикою Трампа, тоді як 42 % — незадоволені. Майже 47 % респондентів сказали, що президент США більшою мірою чи частково відповідальний за зміцнення економіки, тоді як 48 % вважали, що у цьому мало або взагалі нема його заслуги. Також 65 % опитаних заявили, що поведінка Трампа не відповідає стандартам посади президента і лише 28 % назвали його поведінку доречною і правильною. Водночас 59 % респондентів були проти процедури імпічменту Трампа. Цей показник збільшився на 13 % у порівнянні з серпнем минулого року. Підтримували імпічмент 37 %.
25 вересня 2019 року, спікерка Палати представників Ненсі Пелосі зробила офіційну заяву про ініціювання процедури імпічменту президента США Дональда Трампа.
13 січня 2021 року, Палата представників Конгресу США оголосила імпічмент президенту США Дональду Трампу через його роль у підбурюванні натовпу своїх прихильників до штурму Капітолія. У єдиній статті імпічменту Трампа звинувачують у заклику до заколоту. За оголошення імпічменту проголосували 222 демократів і 10 членів Республіканської партії, проти виступили — 197 республіканців. Таким чином, Дональд Трамп став першим американським президентом, якому імпічмент був оголошений двічі.

### Імпічменти
Перший імпічмент Трампа було ініційовано 24 вересня 2019 року спікеркою Палати представників Сенату Ненсі Пелосі у зв'язку із заявою анонімного інформатора, у якій йшлося про тиск, який чинив Трамп на президента України Володимира Зеленського, вимагаючи ініціювати українською владою розслідування причетності до корупційних схем Гантера Байдена, сина на той час колишнього віцепрезидента Джо Байдена, в обмін на військову та фінансову допомогу. Крім цього, він звинувачував Україну в утручанні в президентські вибори 2016 року та вимагав відповідного розслідування.
Удруге імпічмент Трампу було оголошено 13 січня 2021 року, за тиждень до закінчення терміну його президентських повноважень, на тлі звинувачень Трампа у навмисному підбурюванні до заколоту у зв'язку зі штурмом Капітолія прихильниками Трампа під час сертифікації результатів голосування на президентських виборах, що відбувалася за два тижні до інавгурації нового президента, внаслідок якого загинуло п'ятеро людей (4 цивільних, 1 — військовий). Після цього ряд соціальних мереж заблокували акаунти Трампа на підставі того, що подальша присутність американського президента створює ризик насильства. Трампа звинувачували також у тиску на держсекретаря штату Джорджія Бреда Раффенсперґера під час телефонної розмови 2 січня 2021 року. Чинний на той час президент Трамп, переконаний у фальсифікації результатів президентських виборів, вимагав у Раффенсперґера «знайти» голоси, які б дозволили змінити результати виборів у штаті на свою користь. У травні 2022 року Ілон Маск, який на цей момент оголосив про купівлю соцмережі Twitter, заявив, що розблокує в ньому акаунт Трампа.
13 лютого 2021 року Сенат США виправдав Трампа. За обвинувальний вирок Трампу проголосувало 57 сенаторів, серед яких усі демократи та семеро республіканців, 43 республіканці — проти. Втім, для обвинувального вироку була необхідна більшість у 67 голосів. Після голосування чинний лідер республіканської меншості в Сенаті Мітч Макконнелл виступив із заявою, у якій розкритикував дії Трампа 6 січня 2021. Однак республіканець наголосив, що, на його думку, за Конституцією США, справа Трампа не могла розглядатись у Сенаті, позаяк «Сенат США не має права судити та дискваліфіковувати колишнього посадовця, який зараз є приватним громадянином». Після першого президентства перебував на посту президента до 20 січня 2021 року.

## Президентська кампанія 2020
Трамп був основним кандидатом на президентських виборах у США 2020 року від Республіканської партії, балотуючись на другий термін. Його основним конкурентом був Джо Байден від Демократів.
Згідно з опитуваннями, проведеними на початку травня 2020 року, рейтинг Байдена випереджав чинного президента Дональда Трампа (46 % проти 42 %). Натомість на початку червня розрив у рейтингах збільшився. Відповідно до травневих опитувань, Байден випереджав Трампа на 10 %. На початку червня розрив у рейтингу кандидатів посилився, склавши 14 % (38 % і 52 %). 2 жовтня 2020 року Дональд Трамп отримав позитивний тест на COVID-19. Крім нього на коронавірус захворіли його дружина та секретарка.

Під час завершення кампанії заявляв про створення нової політичної сили, яка конкуруватиме з демократами та республіканцями, проте згодом відмовився від ідеї.
Трамп програв вибори кандидату від Демократичної партії — Джо Байдену та відмовився визнати свою поразку і зробив низку спроб змінити результати виборів, попри відсутність доказів масових виборчих фальсифікацій. Серед іншого, 6 січня 2021 року, у день офіційної сертифікації результатів виборів Конгресом, Трамп закликав своїх прихильників організувати марш на Капітолій; того ж дня група прибічників Трампа організувала насильницький штурм Капітолія, внаслідок якого члени Конгресу були змушені тимчасово евакуюватися і загинуло п'ять людей. За його роль у «розпалюванні заколоту» (англ. incitement of insurrection) 13 січня Палата представників ухвалила рішення про імпічмент — таким чином, Трамп став першим в історії США президентом, якому оголосили імпічмент двічі.

## Президентська кампанія 2024
15 листопада 2022 року Дональд Трамп оголосив про свою кандидатуру на президентських виборах 2024 року на тлі менш успішної, ніж передбачалось, перемоги республіканців на проміжних виборах.

#### Замахи
13 липня 2024 року на передвиборчому мітингу у США стався інцидент, під час якого Дональд Трамп постраждав. Подія відбулася у невеличкому селищі Батлер у штаті Пенсильванії, розташованому на північ від Пітсбурга. Під час виступу політика з трибун пролунало кілька гучних звуків, що були схожі на постріли. Як повідомила телерадіокомпанія CNN, Трамп впав і його відразу прикрили охоронці, а коли піднявся — у нього було помітно скривавлене вухо та обличчя. За даними видання The Washington Post, окружний прокурор Пенсильванії Батлер Річард Голдінгер заявив, що під час інциденту було вбито учасника мітингу, стрілець також загинув.
5 вересня поряд із гольф-клубом Дональда Трампа сталася стрілянина, співробітники Секретної служби помітили людину зі зброєю поряд із полем для гольфу та відкрили вогонь. Пізніше підозрюваного було затримано. ФБР почало розслідувати ймовірну спробу замаху на Трампа.

## Друге президенство (47-й президент США)
На чергових виборах, які стали 60-ми виборами президента США, 5 листопада 2024 року став переможцем. Колегія виборщиків через 41 день після дати голосування, у грудні 2024 року, обрала нових президента та віцепрезидента США.
20 січня 2025 року Дональд Трамп склав присягу як 47-й президент США на церемонії інавгурації в Капітолії. На інавгурації були присутні близько 800 осіб, серед них була й посол України у США пані Оксана Маркарова.

### Перші сто днів
У перші дні на посаді президента Дональд Трамп підписав рекордну кількість виконавчих указів (понад 200) та спрямовані на зміну державної політики в різних сферах, 78 із яких скасовували укази Джо Байдена як «шкідливі розпорядження й дії». Серед важливих були укази про вихід США з Всесвітньої організації охорони здоров'я та Паризької кліматичної угоди, скасування визнання «гендерної ідеології», замороження найму нових федеральних працівників, створення Департаменту урядової ефективності (DOGE), а також оголошення надзвичайного стану на південному кордоні.
Протягом перших тижнів президентства Трамп також підписав укази про розсекречення документів щодо вбивств Джона Ф. Кеннеді, Роберта Кеннеді та Мартіна Лютера Кінга, масове помилування приблизно 1 500 учасників заворушень 6 січня, а також скасування федеральних ініціатив з різноманітності, рівності та інклюзії (DEI). Багато з цих дій викликали негайні юридичні оскарження та суспільні дебати щодо меж виконавчої влади.
Перші дні президентства Трампа характеризувалися швидкими та радикальними змінами в політиці, які він оголошував у передвиборчій кампанії. та викликали значний резонанс як всередині країни, так і на міжнародній арені.

### Внутрішня політика
Дональд Трамп продовжує власну політику від першого президентства в імміграційної, економічної та соціальної сферах. Він успадкував сильну економіку від адміністрації Байдена, де зростає економічне зростання, низький рівень безробіття та знижується інфляція.
Трамп призначив лобістів нафтогазової та хімічної промисловості до Агентство з охорони навколишнього середовища США (EPA), щоб скасувати кліматичного регулювання та контроль за забрудненням. Він оголосив надзвичайний енергетичний стан у країні, що дозволило призупинити деякі екологічні норми та прискорити затвердження енергетичних проєктів, а також виступив проти розвитку відновлюваних джерел енергії. Трамп ініціював перегляд «законності та подальшої застосовності» висновку EPA про загрозу, що є основою більшості федеральних регуляцій щодо парникових газів. Він знову вивів США з Паризької угоди.
На початку 2025 року запровадив мита на товари з Мексики та Канади у розмірі 25 %, із 30-денною відстрочкою після погодження цих країн посилити безпеку своїх кордонів і боротьбу зі злочинністю, та 10 % — з КНР Для захисту важливих галузей США, також ввів 25 % мита на сталь та алюміній.
Трамп реформує федеральний уряд: заморозив найм нових працівників та наказав припинити дистанційну роботу службовців протягом 30 днів, ініціював масові звільнення співробітників. Крім цього, призупинив DEI, та скасував наказ щодо практики недискримінації для федеральних підрядників.
Продовжив свою політику щодо ЛГБТ-осіб, видавши низку указів, які зупиняють практику DEI, забороняють трансгендерів у збройних силах, визначають стать у документах лише як біологічну, наказав припинити будь-яке федеральне фінансування та підтримку послуг у сфері охорони здоров'я для зміни статі та заборонив такі операції для осіб до 19 років.
10 лютого 2025 року Трамп розпорядився припинити карбувати монети номіналом один цент через непотрібні витрати в бюджеті.

### Міграційна політика та боротьба з нелегальними емігрантами
29.01.2025 прессекретар Білого дому Каролін Левітт заявила що уряд США буде депортувати громадян інших держав, які залишилися на території країни після закінчення терміну виданої дії візи. За словами прессекретар Білого дому, такі особи вважатимуться нелегалами.
Раніше куратор з питань безпеки кордонів США пан Томас Хоман оголосив, що мігрантів-нелегалів вивозитимуть із США військовими літаками. Така практика стане повсякденною справою, оскільки можливі щоденні депортації, додав він. Після початку президентського терміну Дональда Трампа міграційні служби набули повноважень заарештовувати будь-якого з іноземців, який перебуває в країні без документів.
Відома американська газета «Washington Post» з посиланням на свої неназвані джерела серед посадовців зазначає що адміністрація президента США Дональда Трампа вимагає від працівників Імміграційної та митної служб збільшити кількість арештів нелегальних мігрантів на день. Їх мета полягає аби щоденно затримували від 1200 до 1500 мігрантів, а не кілька сотень, як це було раніше.

### Зовнішня політика
Зовнішня політика Трампа під час другого терміну описана як імперіалістична та експансіоністська. Трамп наказав уряду США припинити фінансування та співпрацю з ВООЗ і оголосив про намір США офіційно вийти з ВООЗ. Він і його нова адміністрація разом із адміністрацією Байдена допомогли досягти перемир'я між Ізраїлем і ХАМАСом, яке прийнято за день до його інавгурації.
23 січня 2025 року Президент США Дональд Трамп під час форуму в Давосі заявив що він планує звернутись до держав-членів НАТО з проханням збільшити витрати на оборону до 5 % ВВП.
Після обрання на другий термін Трамп неодноразово робив закиди щодо анексії сусідніх територій та країн, зокрема висунув низку ультимативних вимог Канаді, назвавши її 51-м першим штатом, що має бути приєднаним до США, подібно до сюжету політико-фантастичної трилогії «Канада» військового льотчика, політичного радника, героя Дня "Д" та генерала у відставці Річарда Г. Ромера, розпочатої 1973 року романом «Ультиматум» та продовженої романами-сиквелами «Виправдання» (англ. «Exxoneration»; 1974) та Ультиматум 2» (англ. «Ultimatum 2»; 2007), де президент США також має намір анексувати Канаду. Інший схожий ультиматум зображено в романі 1962-го року «На вищих щаблях» (англ. «In High Places») іншого канадського письменника Артура Гейлі. Усі 4 романи українською мовою не перекладалися.
Аналогічні територіальні претензії Трампа стосуються Гренландії та зони Панамського каналу. Крім того, щодо Мексики та Китаю було запроваджено збільшені митні платежі.

### Кадрові зміни
2024 року Дональд Трамп оголосив про призначення на посаду міністра оборони США Піта Гегсета.

## Політичний та громадський образи
У вересні 2015 року журнал «The Economist», аналізуючи політичну позицію Трампа, дійшов до висновку, що Трамп є насамперед демагогом і популістом, який переймає ідеї з усього політичного спектра: і питаннях еміграційної політики його позиція відчутно відхиляється праворуч порівняно з більшістю республіканців; з іншого боку, Трамп різко критикує гедж-фонди та лобістів, виступає за державну систему охорони здоров'я та медичне страхування для всіх, а в економічній політиці частково дотримується протекціоністських позицій. На думку політичного оглядача Франка Ланца (Frank Luntz), потенційні Трампові виборці вирізняються не стільки прихильністю до консервативних цінностей, скільки різким незадоволенням теперішньої політики американської адміністрації. Трамп знаходить спільну мову з людьми різних соціальних прошарків, оскільки позиціонує себе як «антиполітик», і гостро виступає проти непопулярного політичного істеблішменту. Подібно до Річарда Ніксона в 1960-ті роки, Трамп позиціонує себе як кандидат «мовчазної більшості» (silent majority).
Зріст популярності Дональда Трампа як політика пов'язували з успіхом право-популістських партій у Європі Газета «New York Times» вбачає подібність Трампових тез до програми британської Партії незалежності Сполученого Королівства, яка в припливі емігрантів убачає загрозу для християнської ідентичності та економічної цілісності, пропагуючи при цьому так званий «шовінізм добробуту», тобто коли соціальна держава існує тільки для своїх. Пропаганда таких ідей відбувається мовою, яка зумисно порушує соціальні табу й оперує поняттями «сильні» й «слабі», захоплюючись зокрема авторитарним стилем Путіна. Вживання політиками на кшталт Трампа простої мови, що має демонструвати некорумпованість, а також їхня схильність до теорій змови (у випадку з Трампом — близькість до груп «Birther») створює в їхніх прихильників почуття особистої близькості та спільності ідеалів у боротьбі з панівною політичною елітою. Як і у випадку з Сільвіо Берлусконі, Трамп хизується своєю кар'єрою мільярдера, відкрито демонструє свою мачоподібну чоловічість та виявляє віртуозне володіння можливостями сучасних медій.
Журнал «Economist» проводить паралелі між Дональдом Трампом й такими право-популістськими політиками, як Марін Ле Пен та Віктор Орбан, які у відповідь на проблему з біженцями та загрозу ісламського тероризму охоче пропонують різні радикальні рецепти.
Трамп, на думку газети «The Washington Post», роками працював зі своїми потенційними виборцями, що з часом утворили своєрідний «антиістеблішмент» правого краю політичного спектра («fringe establishment»), який має потужну присутність у медіа й нищівно критикує центральний уряд у Вашингтоні та політичну еліту країни.
За результатами дослідження агенції YouGov, Дональд Трамп, який називає Росію союзником та високо цінує Володимира Путіна (той, своєю чергою, вважає його талановитим і яскравим політиком), став безперечним фаворитом у росіян на майбутніх президентських виборах США.
Під час передвиборчої компанії проти Трампа виступило багато видатних американських письменників та акторів. У травні 2016 року американські письменники почали підписувати петицію про те, що не хочуть бачити Трампа наступним президентом США. Станом на 25 травня 2016 року її підписали 6 220 осіб, серед яких 450 письменників. Одним із підписантів був Стівен Кінг. У петиції зазначалося, що письменники не хочуть, щоб президентом була людина, яка заохочує агресію своїх прихильників, агресивно поводиться до своїх опонентів, ображає жінок і представників різних меншин. 22 вересня 2016 року ряд відомих американських акторів як-от Роберт Дауні-молодший, Скарлетт Йоганссон, Джуліанн Мур, Марк Раффало, Марк Стронг, Мартін Шин, Ніл Патрік Гарріс, Джеймс Франко, Кобі Смолдерс та інші записали відеоролик у якому закликали американців не голосувати за Трампа. Вони звинуватили Трампа у расизмі та зазначили, що не можна віддавати ядерну зброю в руки людині, улюбленою фразою якої є «ви звільнені».
У травні 2016 року голлівудський актор Джонні Депп заявив, що не вірить у перемогу Трампа на виборах і що його перемога не принесе Америці нічого хорошого. Джонні Депп зазначив, що якщо Дональд Трамп переможе, «ми побачимо фактично останнього президента Сполучених Штатів» і не вірить його обіцянкам. Також під час передвиборчої компанії британська компанія «The Rolling Stones» заборонила Трампу використовувати їхню музику, яку він використовував.
11 жовтня видатний актор та ексгубернатор штату Каліфорнія Арнольд Шварценеггер заявив, що вперше з 1982 року не підтримає на виборах кандидата-республіканця.
20 січня 2017 року після перемоги Трампа на виборах голлівудські актори підтримали антитрампівські протести. Трампа критикували за його ставлення до расової дискримінації та релігійну нетерпимість. Під час мітингу американська попспівачка Шер назвала Трампа неймовірним нарцисом, який буде змінювати світ, врятувати від чого може лише американський народ.
Дуже негативно на перемогу Дональда Трампа на виборах президента США відреагував видатний американський фінансист Джордж Сорос. 31 грудня 2016 року в статті для видання «Project-syndicate» він написав: «Демократія переживає кризу. Навіть США, провідна демократія світу, обрали своїм президентом шахрая і потенційного диктатора. Хоча Трамп пом'якшив свою риторику після обрання, він не змінив ані своєї поведінки, ані своїх радників. У складі його кабінету — некомпетентні екстремісти й відставні генерали». У той самий час, Сорос висловив переконання, що демократія у США вистоїть, адже Конституція й інститути досить сильні, щоби протистояти перегинам з боку виконавчої влади, і це запобігатиме перетворенню потенційного диктатора на справжнього. Але Сорос зазначив, що «США в найближчому майбутньому будуть зайняті внутрішньою боротьбою, у той час як меншини страждатимуть. США не зможуть захищати і просувати демократію до решти країн світу. Навпаки, Трамп буде прийнятніший для диктаторів. Це дасть деяким із них змогу досягти компромісу зі США, а іншим — і далі вести свої справи без перешкод. Трамп волітиме домовитися, а не відстоювати принципи».
Уже за два місяці після перемоги Дональда Трампа на виборах його рейтинг популярності сильно впав. У січні 2017 року дії новообраного президента США схвалювали 37 % американців, тоді як на кінець листопада 2016 року цей показник становив 44 %. Якщо в листопаді 2016 року 53 % американців думали, що Трамп поведе країну в правильному напрямку, то в січні 2017 року так вважали лише 45 %. 51 % населення був незадоволений обраним президентом. Також з 52 до 47 % зменшилась кількість американців, які думають, що Трамп допоможе американській економіці; і з 40 % до 27 %, що політика Трампа посприяє їхньому особистому фінансовому становищу. Також через два місяці після виборів рейтинг Трампа і впав за кордоном: якщо в листопаді 2016 року 59 % вважали, що становище США після обрання Трампа покращиться, то у січні 2017 року так вважали лише 52 %.
Після перемоги Трампа на президентських виборах у штаті Каліфорнія члени руху «Yes California» ініціювали збір підписів щодо проведення референдуму про вихід із США. Якщо буде зібрано необхідну кількість, то референдум може бути проведений 2019 року. 26 січня 2017 року міністр внутрішніх справ Каліфорнії дав дозвіл на початок процедури. На думку прихильників референдуму, у США з'явилося дуже багато речей, які суперечать із цінностями каліфорнійців.
21 січня 2017 року дві американські позапартійні некомерційні організації «Free Speech for People» і «RootsAction» розпочали компанію за відсторонення Трампа від влади. Вони мотивують це тим, що через конфлікт інтересів президента США є небезпека того, що у Вашингтоні ухвалюватимуть невигідні для країни рішення. Також на американському сайті Change.org було запущено петицію за імпічмент Трампа через його «гомофобію, расизм, ксенофобію та сексизм». Станом на 21 січня вона вже набрала 81 тисячу підписів.
На початку лютого 2017 року британське видання «Independent» і швейцарське «Tagesanzeiger» опублікували повідомлення, що багато експертів-психологів і психіатрів дійшли висновку, що президент США Дональд Трамп має психічне захворювання «злоякісний нарцисизм». Це комбінація безпосереднього нарцисизму, антисоціального порушення особистості, агресії й садизму. Лікар Джон Гарднер із медичної школи «Університету Джона Гопкінса» назвав Трампа «небезпечно душевнохворим і нездатним обіймати посаду президента». Фахівець із клінічної психології Джулі Фатрелл стосовно Трампа відзначила, що «нарцисизм негативно впливає на його здатність сприймати реальність, тому таку людину неможливо переконати за допомогою логіки». Також психологи організували рух «Психіатри проти трампізму», опублікувавши маніфест, у якому перерахували риси, притаманні такому психозу — «політика пошуку цапа-відбувайла й вигнання цілих груп людей, що їх уважають небезпечними; переслідування, висміювання й приниження суперників і критиків; культивування культу особистості сильного правителя, який апелює до страху та гніву».
29 квітня 2018 року Дональда Трампа офіційно висунули на здобуття Нобелівської Премії Миру. Автори подання обумовлюють тим, що президент США «невтомно тиснув на Північну Корею, щоб закінчити її незаконну збройну програму й принести мир до регіону». «Трампів підхід до національної безпеки за формулою „мир завдяки силі“ приносить плоди не лише в КНДР. ІДІЛ тікає, і, я думаю, світ починає усвідомлювати, що в місті з'явився новий шериф, а найважливішим лідером світу є Дональд Трамп», — заявив республіканець Люк Мессер у коментарі для ЗМІ.
Майкл Вольф видав книгу про перший рік президентства Трампа «Вогонь і лють: в Білому домі Трампа», що розкриває невтішну поведінку президента США Дональда Трампа, хаотичну взаємодію між співробітниками Білого дому. Племінниця Трампа Мері Трамп написала дві книги про президента США Дональда Трампа, які вийшли у 2020 та 2024 роках: «Забагато, але ніколи не достатньо: Як моя сім'я створила найнебезпечнішу людину у світі» та «Хто взагалі міг тебе любити».
The Atlantic написав історію повернення Дональда Трампа до влади, про наміри 47-го президента США та логіку його дій.

### Критика з-поміж республіканців
Через позицію Трампа республіканці мали розкол у питанні виділення фінансової допомоги Україні восени-взимку 2023—2024 року. Частина республіканців виступила проти Трампа. У вересні 2024 року республіканці, які виступають проти кандидата у президенти США Дональда Трампа, зібрали понад 35 мільйонів доларів на допомогу кандидату у президенти Камалі Гарріс.
Напередодні президентських виборів 2024 Трампа критикували за намірно теплі стосунки із російським диктатором, а також прем'єр-міністром Угорщини Віктором Орбаном.

### Критика
Британський журналіст Алек Рассел в матеріалі для Financial Times критикує схильність президента США Дональда Трампа до необґрунтованих заяв, а іноді до відвертої брехні, які все більше паплюжать імідж Америки.

## Погляди щодо України

### До обрання 45-м президентом США
Ще до президентства Дональд Трамп у своїй риториці згадував про існування України, яку він некоректно називав «the Ukraine».

28 лютого 2014 року, наступного дня після того, як російські спецпризначенці заблокували ключові адміністративні об'єкти в Криму, Трамп відреагував на події твітом: 
|  | США закликали Росію не вторгатися до України. Росія каже США, що не вторгатиметься, а тоді голосно сміється! |

Деякі зі своїх заяв щодо війни в Україні Трамп зробив улітку 2016 року. На пресконференції, відповідаючи на питання, чи визнає він як наступний президент анексію Росією Криму, він заявив, що «розгляне це питання». Згодом етері телеканалу АВС він заявив, що «Путін не зайде до України».

### Під час 45-го президентства
5 лютого 2017 року президент США Дональд Трамп і президент України Петро Порошенко під час телефонної розмови висловили стурбованість поновленням бойових дій на Донбасі, зокрема відновленням боїв за Авдіївку, й висловили сподівання, що конфлікт буде врегульовано дипломатичним шляхом.
15 лютого Трамп заявив: «Росія відібрала Крим під час правління Обами. Може, Обама був занадто м'який до Росії?». За день до того прессекретар Білого дому Шон Спайсер заявив, що президент Трамп чекає, що Росія забезпечить деескалацію конфлікту в Україні й поверне Крим, а санкційна політика США щодо Росії залишиться незмінною. 20 червня 2017 року зустрівся з президентом Порошенком у Вашингтоні. Вони говорили про територіальну цілісність і недоторканність України.
У грудні 2017 року Палата Представників Конгресу США підтримала проєкт оборонного бюджету США на 2018 рік, який передбачає виділення 350 млн дол. військової допомоги Україні та дозволяє надати літальні оборонні озброєння. 21 грудня адміністрація Дональда Трампа схвалила продаж оборонної летальної зброї Україні. Адміністрація Трампа санкціонувала поставки Україні снайперських гвинтівок та супутнього обладнання на суму 41,5 млн доларів.
У липні 2017 року Трамп призначив Курта Волкера на посаду спецпосланника Держдепартаменту США з питань України й Росії.
30 червня 2018 року, коли журналісти запитали, чи визнають США Крим російським, він відповів: «Подивимося». Також він сказав, що «не бачить проблем у хороших відносинах із Росією». У жовтні 2018 року Трамп заявив, що дав Україні зброї більше, ніж Барак Обама.
25 липня 2019 року відбулась телефонна розмова Трампа з президентом України Володимиром Зеленським. Деякі слова Трампа журналісти трактують як намагання переконати Зеленського почати розслідування діяльності Гантера Байдена в Україні (сина колишнього віцепрезидента США Джо Байдена). Згодом спікерка палати представників США Ненсі Пелосі оголосила про рішення почати процедуру, мета якої — визначити, чи є підстави для оголошення імпічменту президенту США. 5 лютого 2020 року Сенат США виправдав Дональда Трампа, відхиливши звинувачення у зловживанні владою й перешкоджанні роботі Конгресу.
5 липня 2020 року впливовий сенатор-республіканець Чак Гресслі (Chuck Grassley) вказав на надання Україні летальних озброєнь у період президентства Дональда Трампа у відповідь на закиди про приязні відносини між президентом США та Володимиром Путіним. «Мене дратує, коли демократи роблять висновки про приязні відносини між Трампом і Путіним, хоча президент надав Україні летальні озброєння у той час, як Обама Україні нічого не дав», — відзначив Чак Гресслі у Twitter, додавши до повідомлення хештеги «Дональд Трамп» та «здоровий глузд».

### Після 45-го президентства
Під час повномасштабного російського вторгнення Дональд Трамп неодноразово поширював тези російської пропаганди, звинувачував Україну та НАТО у російському вторгненні. 
27 лютого 2022 р. вже після свого президентства, після повномасштабного вторгнення Росії в Україну 2022 року, Трамп засудив вторгнення Росії до України, заявивши, що Путін скористався слабкістю Байдена, щоб атакувати Україну й пов'язав вторгнення з президентськими виборами в США 2020 року. Проте, вже 2 серпня того ж року, Трамп заявив, що Україні треба було відмовитись від Криму та НАТО, щоб уникнути війни.
30 червня 2023 року Трамп висловив думку, що Україні можливо доведеться пожертвувати частину території, щоб зупинити війну. Окрім того, він заявив, що російський президент був ослаблений заколотом «вагнерівців», щоб влаштувати переговори між Україною та Росією.
У вересні 2024 року, після візиту президента України до США, Трамп негативно висловився про Україну, поширюючи недостовірну інформацію та тези російської пропаганди, у тому числі те, що «України вже фактично не існує, оскільки її майже повністю зруйновано», «внаслідок конфлікту загинули мільйони й мільйони людей», заявив що «будь-яка угода з РФ, навіть погана, краща за її відсутність», і звинуватив Зеленського у небажанні досягати компромісу.
У жовтні 2024 року Трамп звинуватив президента Володимира Зеленського у початку війни та заявив, що Україна вже зазнала поразки, і що США потрібно «вийти» з війни в Україні в разі його перемоги. На думку Трампа, Зеленський мав запобігти початку війни усіма можливими способами.

### Після обрання та під час 47-го президентства
Після обрання неодноразово відмовлявся вводити санкції щодо РФ.
7 січня 2025 року під час брифінгу журналістам у своєму маєтку Дональд Трамп заявив, що «може зрозуміти» позицію Росії щодо членства України в НАТО, та звинуватив адміністрацію Джо Байдена у провокуванні війни РФ проти України.
18 лютого, після переговорів делегацій США та Росії у Саудівській Аравії, Трамп виступив з низкою заяв, максимально близьких до тез російської пропаганди. Зокрема він збрехав про рейтинг Зеленського, оцінивши його у 4% (тоді як згідно лютневого опитування від КМІС у Зеленського було 57% довіри та перше серед кандидатів на посаду президента з рейтингом 24% згідно опитування КМІС місяцем раніше). Також Трамп збрехав, утричі завищивши кількість американської допомоги, назвавши суму 350 млрд доларів США (тоді як протягом 2022-2025 років США надали Україні військової допомоги на 64 млрд євро та фінансової допомоги на 50 млрд євро). Також Трамп звинуватив Україну в небажанні завершувати війну, заявивши, що Україні «не слід було починати» війну. 19 лютого Трамп знову розкритикував Зеленського, заявивши, що він за три роки нібито «не організував жодної зустрічі» для початку мирних переговорів.
У березні 2025 Трамп поширював недостовірну інформацію про оточення бійців ЗСУ на Курщині, а згодом заявив, що «врятував оточених солдатів» ЗСУ.
У травні 2025 року, після того як представники РФ відкинули ідею 30-денного перемирʼя і знову висунули територіальні претензії, Трамп не став називати Путіна перешкодою до миру, натомість він розкритикував Зеленського, заявивши що «він не полегшував справу, у нього немає козирів». Також він заявив що «якби російська армія не застрягла у болоті зі своїми танками, вони були в Києві за 5 годин». 26 травня згідно інформації від New York Times стало відомо що Трамп після розмови з путіним демонструє небажання тиснути на РФ і запроваджувати жорсткі санкції. 5 червня  у The New York Times була опублікована інформація про те що президент Трамп роздратований як російським, так і українським президентами, однак саме до Володимира Зеленського відчуває особливу ворожість. Зазначається, що Трамп неодноразово казав своїм помічникам, що Зеленський є «поганим хлопцем», який штовхає світ до ризику ядерної війни. 7 червня Трамп висловив думку, що Україна сама спровокувала російські удари здійснивши спецоперацію «Павутина». 16 червня Трамп заявив, що війни в Україні «не було б», якби Росію не виключили з G8. Також він заявив, що Європа повинна застосувати нові санкції щодо Росії першою і що «санкції коштують нам багато грошей».

## Судові справи та притягнення до відповідальності

### Справа про втручання в президентські вибори
4 квітня 2023 року колишній президент США Дональд Трамп був формально заарештований. Того ж дня розпочався суд проти нього за кримінальним обвинуваченням, яке офіційно не розкривалося. Сам Дональд Трамп назвав звинувачення на його адресу «політичним переслідуванням» з боку демократів та «втручанням у вибори на найвищому в історії рівні». Того ж дня, Дональд Трамп був офіційно звільнений з-під формального арешту, після того, як в окружному кримінальному суді Мангеттена в Нью-Йорку йому зачитали обвинувачення. На засіданні суду Трампу зачитали обвинувальний акт, який, за даними американських ЗМІ, містить 34 пункти обвинувачення. Як повідомлялося, висунуті проти Трампа обвинувачення, відносяться до злочинів класу Е, які є найнижчою категорією кримінальних злочинів у Нью-Йорку і передбачають максимальне покарання у вигляді позбавлення волі строком до чотирьох років.
14 серпня 2023 року, згідно з повідомленням телерадіокомпанії CNN, експрезиденту США Дональду Трампу офіційно оголосили четверте кримінальне звинувачення щодо спроби змінити свою поразку на виборах у штаті Джорджія (США). Звинувачення стали результатом розслідування і стосуються можливих зусиль експрезидента та його соратників змінити результат Президентських виборів у США в 2020 році.
21 серпня 2023 року, адвокати Трампа досягли відповідних домовленостей з окружним прокурором округу Фултон, що експрезидента США Дональда Трампа відпустять під заставу у $200 тисяч у рамках кримінальної справи про втручання у вибори в штаті Джорджія (США). Однак Трамп має здатися поліції до 25 серпня 2023 року, але йому ймовірно, не доведеться бути присутнім на слуханнях про запобіжний захід, які відбудуться після його формального арешту.
24 серпня 2023 року, колишній президент США Дональд Трамп вирішив здатися правоохоронним органам у справі про втручання в вибори. За даними ЗМІ, Трамп прибув до в'язниці в м. Атланті (США). Колишньому президенту США висунули більше десятка обвинувачень у зв'язку з його спробами скасувати результати виборів у Джорджії у 2020 році. Трампа заарештували та помістили у в'язницю округу Фултон. Згодом його звільнили під заставу в розмірі 200 тисяч доларів. У СІЗО він пробув близько 20 хвилин, де в нього взяли відбитки пальців та зробили тюремне фото.

### Справа щодо секретних документів
У серпні 2022 року ФБР виявило в маєтку Трампа Мар-а-Лаго низку документів з грифом «секретно», які він мав здати до Національного архіву після складання повноважень президента США. Зокрема, Трамп зізнався, що мав доступ до секретного документа стосовно Ірану. 9 червня 2023 року прокуратура США висунула експрезиденту звинувачення за 37 пунктами у справі щодо неналежного зберігання секретних документів. Трамп не визнав свою провину. 14 березня 2024 року суддя Ейлін Кеннон під час судового засідання в залі суду Форт-Пірсу, штат Флорида (США) відхилила клопотання Дональда Трампа про зняття з нього звинувачень через нібито розпливчастість звинувачень. За повідомленням агентства Reuters, федеральний суддя призначив судовий розгляд у цій справі на 20 травня 2024 року.

### Справа про шахрайство
26 вересня 2023 року, за повідомленням інформаційного агентства Bloomberg, суд Нью-Йорка задовольнив попереднє клопотання генпрокурора Нью-Йорку Летиції Джеймс, і дозволив притягнення експрезидента США Дональда Трампа до відповідальності у справі про шахрайство. Суддя суду округу Мангеттен Артур Енгорн визнав, що Дональд Трамп міг скоїти шахрайство, пов'язане з перебільшенням своїх статків на 2,23 мільярда доларів, а за одним показником — на 3,6 мільярда доларів на основі річних фінансових звітів, наданих банкам і страховим компаніям, включаючи його маєток Мар-а-Лаго у Флориді (США), пентхаус у Trump Tower на Мангеттені, а також різні офісні будівлі та поля для гольфу. Це робилось з метою отримання кредитів більшого розміру і на кращих умовах. Як повідомляється, судовий процес у справі про шахрайство почнеться 2 жовтня 2023 року.
20 жовтня 2023 року, як повідомила телерадіокомпанія CNN, суд Нью-Йорка зобов'язав Дональда Трампа сплатити 5 тисяч доларів США за те, що експрезидент не дотримався наказу щодо «неприйнятності публічного обговорення співробітників суду». Як розповіли у виданні, покарання стосувалося заяви Трампа, опублікованої на сайті його передвиборчої кампанії та у соціальній мережі Truth про нібито близькість помічниці судді й одного із сенаторів-демократів. Суддя Артур Ергорон, окрім накладення штрафу на експрезидента, пригрозив йому також застосуванням вищих штрафів, покаранням за неповагу до суду й можливим ув'язненням у випадку подальших порушень наказів суду.

## Сексуальні скандали
У жовтні 2016 року під час передвиборчих перегонів у США спалахнув сексуальний скандал. Газета «Washington Post» оприлюднила відеозапис 2005 року, на якому Дональд Трамп вихвалявся, що може без дозволу мацати красивих жінок за інтимні місця, бо він — зірка. Через кілька годин Трамп виклав відео з вибаченням. Після цього близько десятка жінок звинуватили Трампа в сексуальних домаганнях протягом останніх кількох десятиліть.
Дві американки, Джессіка Лідс і Рейчел Крукс звинуватили Дональда Трампа в сексуальних домаганнях. Крукс заявила, що зазнала сексуальних домагань від Трампа 2005 року, коли їй було 22 роки і вона працювала в компанії, офіс якої розташований у хмарочосі «Trump Tower» на Мангеттені. Крукс казала, що зустріла Трампа в ліфті та представилася, знаючи, що її компанія співпрацює з ним. За її словами, поручкавшись, мільярдер почав цілувати її в щоки й губи, попри те, що вона була проти.
74-річна Джессіка Лідс розповіла, що понад 30 років тому летіла в кабіні першого класу літака до Нью-Йорку. Поруч із нею сидів Дональд Трамп. До того вони ніколи не зустрічалися. Через 45 хвилин після зльоту Трамп почав мацати її груди і намагався залізти під спідницю. За її словами «він був наче восьминіг. Його руки були всюди». Трамп усе заперечував.
20 жовтня кандидатка у президенти США від Демократичної партії Гілларі Клінтон заявила, що Трамп думає, що «якщо він принижує жінок, то він стає вищим» і нагадала, як він одного разу назвав журналістку потворою. Дональд Трамп своєю чергою відповів, що поважає жінок «як ніхто», що він «ніколи не зустрічав цих жінок» і «не знає, хто вони такі». Також Трамп обіцяв подати в суд на кожну жінку, яка «помилково та необґрунтовано» звинуватила його в сексуальних домаганнях.
Колишня репортерка журналу «People» Наташа Стойнофф, яка 2005 року приїхала на курорт Мар-а-Лаго, щоб узяти інтерв'ю в Трампа та його дружини Меланії, теж поскаржилася на мільярдера. За її словами, коли вони зробили перерву, для того, щоб вагітна Меланія переодягнулася для нових світлин, Дональд вирішив показати їй особняк і, коли вони зайшли в одну з кімнат, «він підштовхнув мене до стіни, засовуючи свого язика мені в горло». Урятувало її те, що через хвилину в кімнату зайшов дворецький.
34-річна американка Мінді Макгілірей в інтерв'ю «Palm Beach Post» звинуватила Трампа в тому, що він «мацав» її на курорті Мар-а-Лаго 2003 року, коли вона була асистентом фотографа, який знімав концерт Рея Чарльза. Дональд Трамп назвав ці історії «липовими» та «суцільним фабрикуванням». Але видання «Palm Beach Post» спілкувалося з потерпілими, їхніми близькими й друзями особисто, які підтвердили, що жінки розповідали їм свої історії вже давно.
Американка Крістін Андерсон в інтерв'ю «Washington Post» звинуватила мільярдера в тому, що під час вечірки в одному з мангеттенських нічних клубів у 1990-х він мацав її через білизну. Перша леді США Мішель Обама назвала Трампові слова про жінок «шокуючими та принизливими».
Американка Саммер Зервоз — колишня учасниця реаліті-шоу Д. Трампа «Кандидат» — у жовтні публічно заявила про сексуальні домагання з боку Трампа 2007 року в номері готелю «Beverly Hills». У відповідь Трамп назвав жінку брехухою. У січні 2017 року вже після перемоги Дональда Трампа на виборах Зервоз подала на нього в суд.
11 січня 2017 року американське видання «Buzzfeed» опублікувало 35-сторінкову доповідь про збір російськими спецслужбами компромату на Трампа. Видання стверджувало, що документ підготував неназваний співробітник британської розвідки, який раніше працював у «МІ6» на політичних опонентів Трампа.
Автор доповіді зазначав, що один колишній співробітник російських спецслужб розповів йому про стеження ФСБ за Трампом, коли той був у Москві 2013 року. За його словами, російські спецслужби прослуховували номер у готелі «Ritz Carlon», куди Трамп запрошував повій і що у них є записи для шантажу; а також начебто російські спецслужби зняли Трампа на відео з групою повій. У ЦРУ до компромату на Трампа поставилися з довірою. За даними «New York Times» та «Washington Post» документи опинилися на столі президента Обами, також їх отримали лідери Конгресу і сам Трамп. У доповіді колишнього агента МІ6 також ішлося про те, що Кремль намагався запропонувати Трампу ділові угоди з Росією на вигідних для нього умовах, щоб купити його прихильність. Дональд Трамп своєю чергою назвав заяви ЗМІ «брехливими новинами», які не мають підтвердження.
17 січня 2017 року президент Росії Володимир Путін, коментуючи інформацію про компромат на Трампа, заявив, що московські повії «найкращі у світі», але він сумнівається в тому, що Трамп міг запрошувати у свій номер у російському готелі повій, і назвав це «повною маячнею».
15 січня 2018 р. газета «Wall Street Journal» повідомляла, що в жовтні 2016 року за місяць до президентських виборів Трампів адвокат Майкл Коен домовився з адвокатом порноакторки Стефані Кліффорд про виплату $130 тис. за нерозголошення інформації про ймовірний інтимний зв'язок із Дональдом Трампом. За інформацією джерел видання, Трамп і Кліффорд мали інтимні стосунки в липні 2006 р. під час турніру з гольфу на озері Тахо в Каліфорнії. Тоді бізнесмен уже був одружений із Меланією Трамп. Спочатку Коен зв'язки Трампа з порноакторкою відкинув, але потім усе ж визнав, що виплатив Кліффорд 130 тис. доларів з власної кишені, але, за його словами, йому їх не відшкодували. Стефані Кліффорд знялася у понад 180 порнофільмах. Наприкінці березня 2023 року, колишньому президенту США Дональду Трампу прокуратурою Мангеттена висунуто кримінальні звинувачення у зв'язку з його спробою перед виборами 2016 року змусити зберігати мовчанку порнозірку, з якою він мав стосунки. Як очікується, Дональд Трамп постане перед судом Мангеттена 4 квітня, — про це 31.03.2023 року повідомив телеканал CNN із посиланням на свої джерела.
22 червня 2019 року американська письменниця Джин Керрол повідомила, що в середині 1990-х років Д. Трамп її зґвалтував. За її словами, це сталося наприкінці 1995 або на початку 1996 року в престижному універмазі в Нью-Йорку. Трампу і Керрол у той час було близько 50 років, і він був одружений із Марлою Мейплз. Сам Трамп звинувачення відкидає і назвав її історію «вигадкою».
9 травня 2023 року, згідно з повідомленням телерадіокомпанії CNN, суд у США визнав колишнього президента США Дональда Трампа винним у справі про спробу зґвалтування письменниці та журналістки Джин Керролл. Суд ухвалив, що Трамп має виплатити Джин Керролл за її цивільний позов близько $2 млн. Сума може зрости, якщо присяжні визнають, що він також обмовив Керрол. 8 березня 2024 року, Дональд Трамп отримав заставу в розмірі $91,6 млн, достатню для покриття грошей, які він винен письменниці Е. Джин Керролл у позові про наклеп, поки він оскаржує вердикт присяжних.
30 травня 2024 року, згідно з повідомленням CNN із зали суду, суд Нью-Йорка визнав колишнього президента США Дональда Трампа винним у справі про підробку фінансової документації щодо виплат колишній порнозірці Стормі Деніелс. Офіційний вирок Трампу оголосять 11 липня. 10 січня 2025 року, як повідомив теленканал CNN, суд Нью-Йорка оголосив вирок новообраному президенту США Дональду Трампу у справі про виплати колишній порноакторці Стормі Деніелс. Президента Трампа було засуджено до умовного звільнення за визнання його винним у минулому році за 34 звинуваченнями у бізнес-шахрайстві, пов'язаному з виплатою грошей за мовчання Стормі Деніелс під час президентської кампанії 2016 року. В свою чергу, новообраний президент США Дональд Трамп в соцмережі TruthSocial заявив, що судове рішення у справі про плату за мовчання порноакторці Стормі Деніелс свідчить про безпідставність усього судового процесу й наголосив, що буде оскаржувати рішення суду.

## В культурі
- Іменем Трампа названо міль, Neopalpa donaldtrumpi[365]
- У кіно Трампа можна побачити зокрема в епізодичній ролі у фільмі «Сам удома 2: Загублений у Нью-Йорку», коли Кевін уперше заходить до готелю.[366]
- У рейтингу американських президентів Presidential Greatness Project Дональд Трамп посів останнє 45 місце.[367]
- 2017 року, за часів президентства Дональда Трампа, увагу користувачів інтернет-форумів, а згодом і американських медіа, привернув цикл маловідомих романів, написаних І. Локвудом наприкінці XIX століття.[368][369] Позірні подібності між чинним президентом і головним героєм циклу бароном Трампом призвели до виникнення теорії змови, яка стверджувала, що Дональд і / або його син Беррон Трамп брали участь у подорожах у часі.[370][371][372]